# 波兰
波兰共和国（波蘭語：Rzeczpospolita Polska），通称波兰（Polska），是位於中欧和东欧的國家，首都及最大城市为华沙。国土面積312,679平方公里，位居歐洲第十；人口約3,763萬人，位居歐洲第九、欧盟第五。其北臨波罗的海，西接德国，西南接捷克，南接斯洛伐克，東南接乌克兰，東接白俄罗斯，东北接立陶宛及俄罗斯加里宁格勒州。
波蘭的歷史悠久，早在50万年前就有原始人類定居。进入9世纪以后，一個名為西波里安人的部落逐渐统一了今天大部分的波兰地区，西波里安人稱自己居住的土地為“Poland”，該名稱在日後就成为波兰的国名。966年，这一部落的首领梅什科一世皈依基督教（天主教會），從此波兰由部落社會轉變為封建国家。1025年，皮雅斯特王朝統一了波蘭全境，“波兰王国”由此成立，而波蘭王國又于1569年与東歐的立陶宛大公国合并，共同組成波蘭立陶宛聯邦，波蘭則成為主導該聯邦的組成國。在16～17世纪間，波兰立陶宛联邦是歐洲大陸上面积最大、人口最多的国家之一；它的经济和文化都非常繁荣，用極其包容的政策對待猶太人、農奴和非天主教徒，并擁有一套超前的贵族民主制，整個聯邦中有十分之一的人口俱備選舉權，該比例為當時世界的最高。
18世纪，波兰立陶宛联邦由盛转衰，衰弱後迅速被俄罗斯帝國、奥地利帝國（奥匈帝国）、普鲁士王國（德意志帝國）這三個國家瓜分而亡。在瓜分途中的1791年，联邦為了自救而頒佈《五三宪法》，這是欧洲第一部、世界第二部的現代成文宪法。在聯邦滅亡後，作為聯邦主體的波蘭就进入了100多年的“亡國期”，在此期间，波蘭人的语言和文化非但没有丢失，反而湧現了大量像肖邦和居里夫人一樣的歷史名人。第一次世界大战结束后，昔日操控著波蘭領土的俄、德、奧3大帝國全數滅亡，波兰成功复国並建立第二共和国，并躍昇为戰間期（一戰與二戰之間）欧洲最重要的陸軍国家之一。1939年9月1日德国閃擊波兰，开啟了第二次世界大战的歐洲戰場。二战期间波兰受到极大摧残，在納粹德國和蘇聯的兩面夾攻下淪为死伤最严重的国家之一。
二战结束後，蘇聯扶持下的波蘭統一工人黨在波蘭建立共產國家，波蘭的國名也因此改成“波兰人民共和国”。在进入美蘇冷戰時代後，波蘭成为東方集團的一员，並對二战後被摧毀的波蘭城市群进行了徹底重建，復原歷史風貌最成功的地區為華沙老城。華沙也成為了《华沙条约》的簽約地及命名地。波蘭國旗放在了華約標誌的最中心。從20世纪80年代开始，完全不受政府監督、並能照顧工人的团结工会崛起，促使波蘭拋棄社会主义，恢复資本主義。波蘭的完整國名也剔除了“人民”的字樣，接續第二共和的憲制傳承而進入「第三共和國」時期。這個第三共和國即現代波蘭，在政經體系上融入西方諸國，並於1999年加入北約、2004年加入歐盟，經濟进入快速的发展期。
今天的波兰是一个单一制、雙首長制共和国，为一中等强国。波兰是欧盟第六大经济体，也是当代世界发展较迅速的国家之一，其国民生活水平高，治安良好，经济较为自由，拥有免费的大学教育与完善的医疗保障体系。波兰是联合国的创始成员国，也是经济合作与发展组织、世贸组织、欧盟、北约等國際組織的成員。

## 国名
波兰的国名起源于6世纪至8世纪期间居住在今天的大波兰地区瓦尔塔河流域的一支西斯拉夫部落——古波兰人（波蘭語：Polanie）。该部落的名称源于原始斯拉夫語中的名词pole（意为“田地”），而该词本身又源于原始印欧语单词*pleh₂-（意为“平地”）。这一词源暗示了古波兰人居住地区平坦的地形。英语中的Poland一词由德语中对波兰的称呼Polen与表示民族或国家的后缀-land组合而来，在16世纪60年代开始出现。在此之前，中世纪欧洲广泛使用拉丁语Polonia一词指代波蘭。
此外，波兰还有Lechia一称，此称呼较为古老，至今立陶宛语、匈牙利语、波斯语等语言中对波兰的叫法仍基于此。这一称呼可能源于传说中萊基特人的统治者莱赫，也可能来自古代在今天小波兰东南部地区居住的伦迪亚人。而部落的名称又源于古代波兰语单词lęda（意为“平原”）。在Lechia和Polonia这两个名称出现的早期，中世纪的编年史家提到波兰时，两个名称常常互换使用。

## 历史

### 史前时期

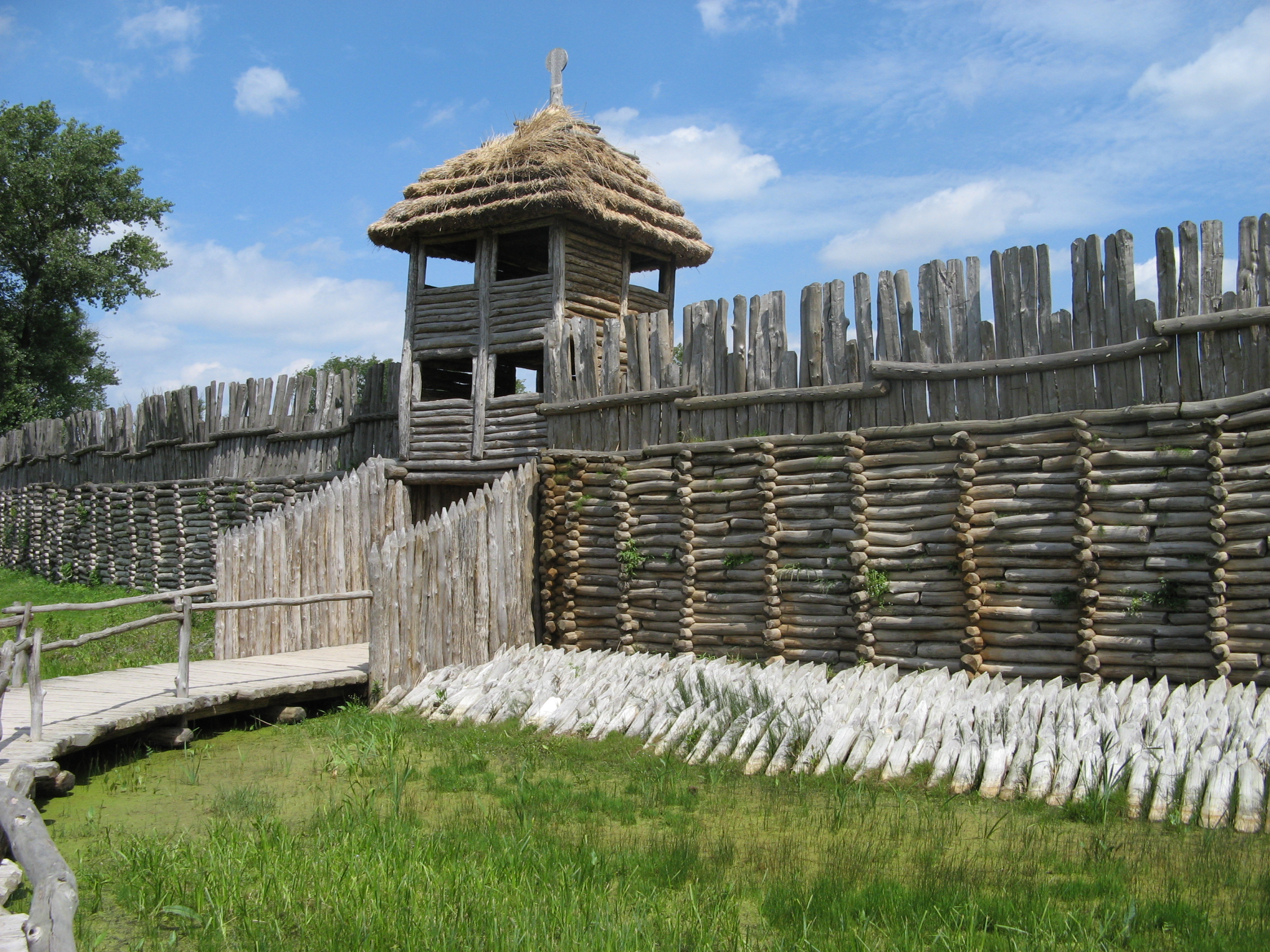
复原后的古卢萨蒂亚文化定居点

波兰在大约50万年前已开始有直立人居住，但限于当时的恶劣气候，他们并没有建立更多的永久性聚居地。大约1.2万年前，随着末次冰期的结束，波兰气候显著好转，开始有解剖学意义上的现代人类到来。新石器时代的波兰，技术已有一定发展。庫亞維地区的考古发现证实，欧洲早在公元前5500年就开始制作奶酪；而在布罗诺奇采发现的陶器制作于约公元前3400年，其上有已知最早的对轮式车辆的描绘。
波兰青铜时代和早期铁器时代以人口密度的增加、早期栅栏式定居点的建立和卢萨蒂亚文化的发展为主要特征。这一时期最为重要的考古发现之一是位于庫亞維濱海省比斯库平的青铜时代后期（公元前8世纪中期）卢萨蒂亚文化遗址。
古典时代（公元前400年至公元500年）的波兰，民族成分复杂，主要有凯尔特人、斯基泰人、日耳曼人、萨尔马提亚人、波罗的人、斯拉夫人等。考古发现证实，罗马帝国曾向今天的波兰派遣罗马军团，以保护琥珀贸易。公元6世纪左右，伴随着第二波民族大迁徙，古代波兰诸部落逐渐形成。他们是斯拉夫人的一支，但也可能包含被他们同化的先民。10世纪初期，西波里安人统一了这一地区的萊基特人部落，成立了一个部落联盟，后来演变为君主制中央集权国家。

### 皮雅斯特王朝时期

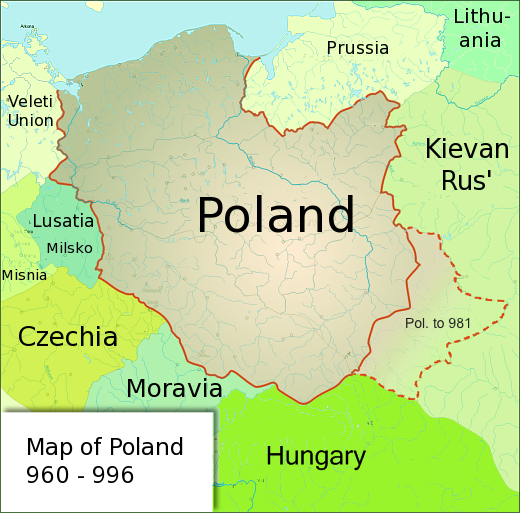
梅什科一世时期的波兰版图

10世纪中叶左右，在皮雅斯特王朝统治之下，波兰开始形成统一的实体。波兰公爵梅什科一世迎娶了波希米亞公爵波列斯拉夫一世女兒杜布拉娃後第二年，即966年，在拉丁禮教會的主持下接受洗礼皈依基督教，並將其定位作國教，開啟波蘭的基督教化。一份名为Dagome iudex的文件确定了波兰的地理边界及首都，并将其君主制置于圣座的保护之下。高盧無名氏在波兰最古老的编年史《波蘭王子的事蹟》中描述了其早期起源。这一时期的一个重要事件是圣道博的殉道。他于997年被异教徒杀害，据说梅什科一世的继任者波列斯瓦夫一世花重金买回他的遗体。
1000年，波列斯瓦夫一世从神圣罗马帝国皇帝奥托三世处获得主教授职权，为波兰成为独立王国奠定了基础。同时，奥托三世同意设立主教辖区。随后，第一批波兰教区在克拉科夫、科沃布热格和弗罗茨瓦夫等地建立。在格涅茲諾會晤中，奥托三世授予波列斯瓦夫一世王权象征和圣枪复制品。1025年，波列斯瓦夫一世加冕为波兰第一任国王。波列斯瓦夫一世将波兰的版图扩张到了卢萨蒂亚、摩拉維亞、上匈牙利、基辅罗斯西南部等地。

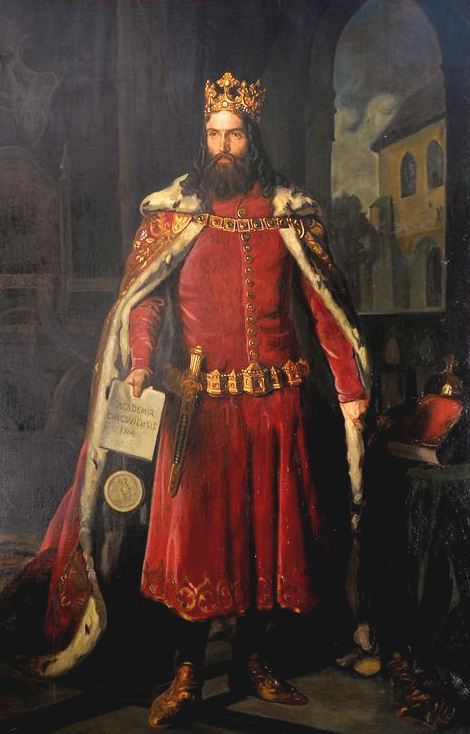
卡齐米日三世是波兰历史上唯一享有“大帝”称号的国王

波兰从异教向基督教的转变并不是一蹴而就的，11世纪30年代曾发生大规模的异教徒叛乱。1031年，梅什科二世失去国王的头衔，并被迫逃亡。国内持续不断的异教徒骚乱促使卡齊米日一世于1038年将首都迁到克拉科夫。1076年，波列斯瓦夫二世重获“国王”称号，但在1079年因谋杀斯坦尼斯劳斯主教而被贵族推翻。1138年，波列斯瓦夫二世将他的土地分封给他的儿子们，使波兰分裂为五个公国。这些公国包括小波兰、大波兰、西里西亚、马佐夫舍和桑多梅日。1226年，马佐夫舍公爵康拉德一世邀请条顿骑士团协助对抗普鲁士异教徒，这一决定导致了后世波兰与条顿骑士团数百年的战争。
13世纪中叶，下西里西亚公爵亨里克一世和亨里克二世致力于统一支离破碎的各公国，但蒙古人的入侵和亨里克二世的阵亡阻碍了统一进程。蒙古人的屡次入侵使波兰受到严重破坏，人口锐减，对手工业劳动力的需求增加，促使德意志人和佛兰德人迁往波兰，当时的波兰各公爵也鼓励这一迁移。1264年大波蘭公爵「虔誠的博萊斯瓦夫」頒佈了卡利什法，授予因受到欧洲其他地区的迫害而来到波兰的犹太人前所未有的自治权。1320年，瓦迪斯瓦夫一世加冕为波兰国王，成为自1296年普熱梅斯瓦夫二世以来统一波兰的第一位国王，也是第一位在克拉科夫瓦维尔主教座堂加冕的国王。
1333年，卡齐米日三世即位。其在位期间，波兰的城堡基础设施、军事、司法和外交等方面均取得了显著发展，从而转变为欧洲一大强国。1340年，卡齐米日三世确立了波兰对鲁塞尼亚的统治，并为防止黑死病蔓延而实施隔离措施，使波兰成为受黑死病影响最小的欧洲国家之一。1364年，卡齐米日三世建立了克拉科夫大学，为欧洲最古老的高等学府之一。1370年，卡齐米日三世去世，皮雅斯特王朝宣告终结。其外甥匈牙利国王拉約什一世继任波兰国王。1384年，拉約什一世的小女儿雅德维加继位，成为波兰第一位女性君主。

### 雅盖隆王朝时期
1386年，雅德维加与立陶宛大公瓦迪斯瓦夫二世·雅盖沃联姻，标志着波兰立陶宛联盟的形成。这一联盟关系的形成，将面积广阔、人口众多的立陶宛地区纳入波兰的势力范围，形成当时欧洲最大的政治实体之一，并对当地的人民产生了积极的影响。
在波罗的海地区，波兰、立陶宛两国与条顿骑士团的冲突仍在持续，1410年，波兰立陶宛联军在格伦瓦德之战中取得决定性胜利。1454年，普鲁士地区的城市和贵族发动起义反抗条顿骑士团的统治，并要求波兰国王卡齐米日四世·雅盖隆契克将普鲁士并入波兰，十三年戰爭爆发，直到1466年波兰与条顿骑士团签订《第二次托倫和約》，将普鲁士纳入波兰势力范围，战争才宣告结束。同时，雅盖隆王朝也确立了对波希米亚和匈牙利的统治。在南方，波兰与奥斯曼帝国和克里米亚汗国对抗，在东方战线上，则帮助立陶宛与莫斯科大公国作战。
这一时期的波兰，封建制度蓬勃发展，经济上则以农业为主，地主贵族的势力日益强大，将农民固定在私人庄园或农庄内。1493年，扬一世·阿尔布雷赫特设置了众议院和参议院，从而确立了兩院制议会制度。1505年，众议院通过了《无新法》，将绝大部分立法权由君主移交给贵族，贵族开始掌握国家政权，标志着“黄金自由”时期的开始。

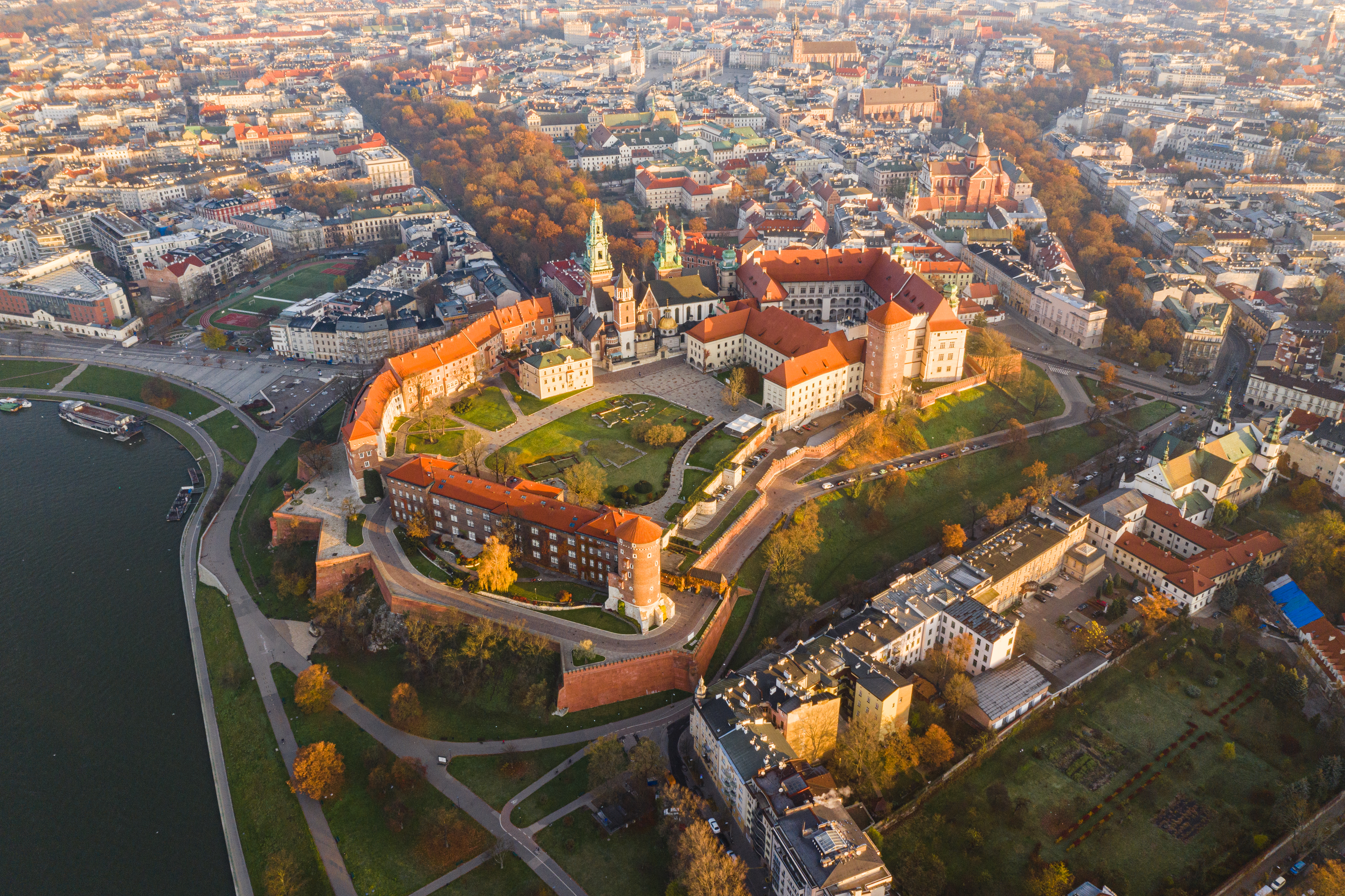
克拉科夫的瓦維爾城堡。在1596年迁都到华沙之前，这里曾长期是波兰君主的住所

16世纪，宗教改革运动对波兰基督教影响深远，并促使波兰政府制定了宗教宽容政策，这在当时的欧洲是独一无二的。宗教宽容使波兰得以避免陷入宗教动荡和宗教战争之中。与此同时，波兰兄弟会开始兴起，其以非三位一体为主要教义，从而脱离了加尔文教派，成为一位论的先驱之一。
齐格蒙特一世和齐格蒙特·奥古斯特统治时期，欧洲文艺复兴的浪潮使得波兰各界唤起了一种需要促进文化觉醒的紧迫感，从而推动了波兰黄金时代的到来。在这一时期，波兰经济文化繁荣。博娜·斯福爾扎是黄金时代的代表人物，作为米兰公爵的女儿和齐格蒙特一世的妻子，她为波兰的建筑、饮食、语言和风俗的发展做出了巨大贡献。

### 波兰立陶宛联邦时期

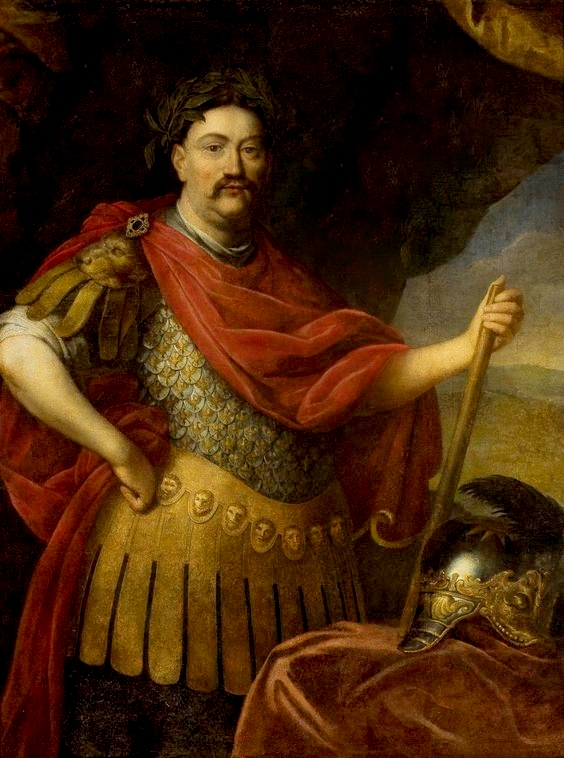
扬三世·索别斯基在1683年9月12日的维也纳之战中击败了奥斯曼帝国军队

1569年的盧布林聯合标志着波蘭立陶宛聯邦的建立。波蘭立陶宛聯邦实行君主选举制，但统治权掌握在贵族手中。此后，波兰迎来了一段繁荣时期，并成为欧洲的主导力量之一，势力遍及中欧、东欧、东南欧和北欧。波兰立陶宛联邦在其鼎盛时期面积约100万平方公里，是欧洲最大的国家。同时，波兰在新获得的领土上实施波兰化政策，这些政策遭到了少数民族和宗教少数群体的抵制，也影响了后世的东欧格局。
1573年，第一位经选举即位的国王亨里克五世批准了要求未来君主尊重贵族权利的《亨里克条款》。其继任者斯特凡·巴托里在利沃尼亚战争中领导联邦军队取得胜利，使波兰获得了更多波罗的海东岸的土地。随后，国家事务由王室总理大臣扬·扎莫厄斯基领导。1592年，齐格蒙特三世继承瑞典国王之位。此后，波兰和瑞典两国之间建立联盟，直到1599年齐格蒙特三世被瑞典议会废黜为止。1609年，齐格蒙特三世乘俄罗斯陷入内战之机，入侵俄罗斯。一年后，斯坦尼斯瓦夫·若乌凯夫斯基率领的波兰翼骑兵部队在克鲁希诺击败俄军，随后波兰占领莫斯科，时间达两年之久。同时，在东南战线上，波兰也在与奥斯曼帝国作战。1621年，扬·卡罗尔·霍德凯维奇率领波兰军队，在霍腾取得了对土耳其人的决定性胜利，导致奥斯曼苏丹奥斯曼二世的垮台。
齐格蒙特三世统治时期，波兰恰逢白银时代，同时其自身也热衷于慈善，但其功绩为暴政所掩盖。继任的瓦迪斯瓦夫四世主张宗教宽容，在位期间捍卫了波兰的领土，但其逝世后，波兰立陶宛联邦即因内乱和战争而衰落。1648年，波兰对乌克兰的残暴统治使乌克兰人民不堪忍受，引发了赫梅尔尼茨基起义；1655年，瑞典进攻波兰，波兰进入大洪水时代；1657年，普鲁士也宣告独立。1683年，扬三世·索别斯基在维也纳之战中击败了奥斯曼军队，从而阻止了奥斯曼帝国向欧洲的进一步扩张。随后的奥古斯特二世和奥古斯特三世时期，波兰经历了大北方戰爭和波兰王位继承战争两场大规模战争，国力进一步受到影响，同时，邻国的崛起使得波兰的外部环境也逐渐转差。

### 俄普奥瓜分波兰

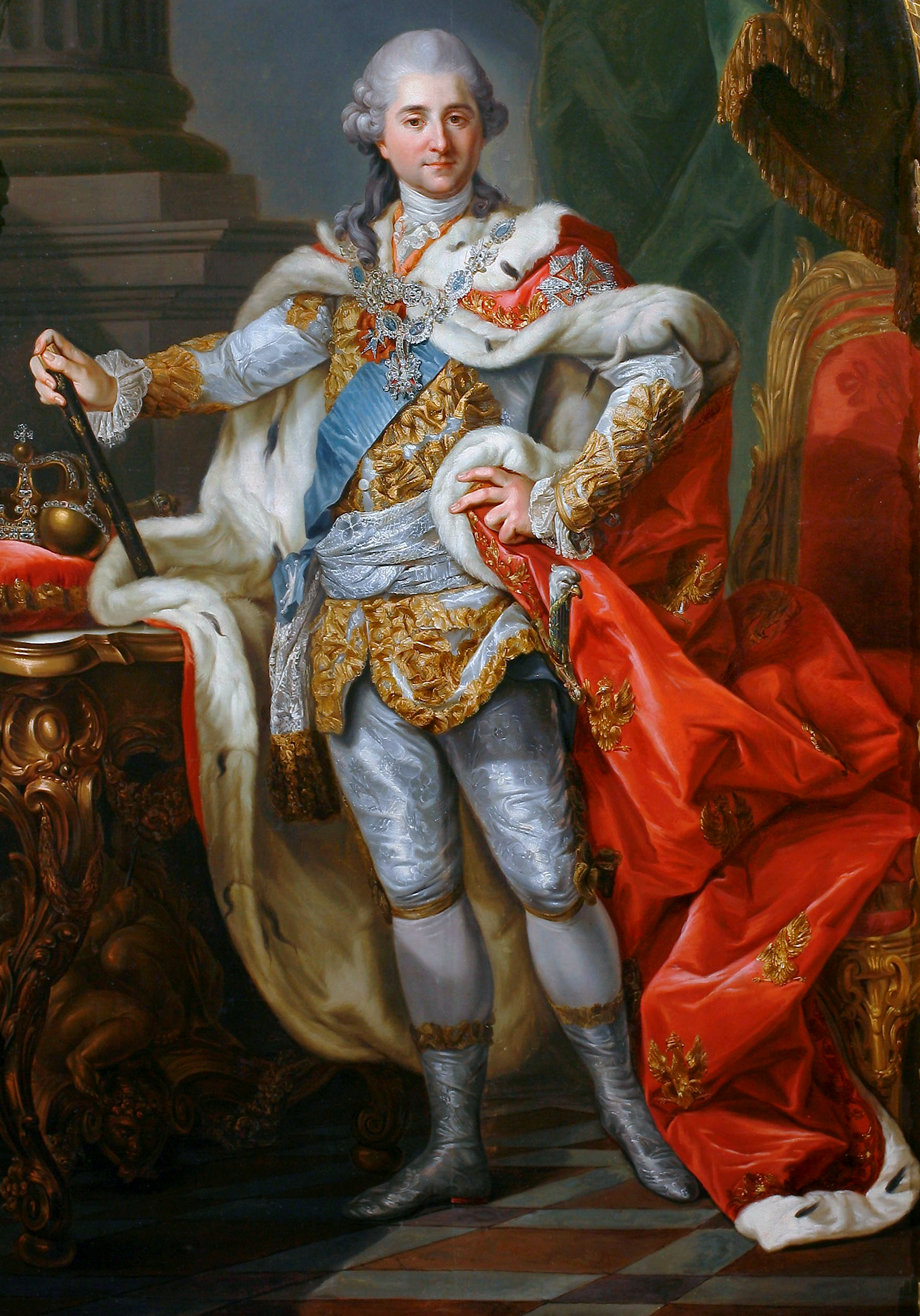
波兰末代国王斯坦尼斯瓦夫二世

1764年，斯坦尼斯瓦夫二世在俄罗斯女皇叶卡捷琳娜二世的支持下，经众议院选举即位。斯坦尼斯瓦夫二世一方面有推行现代化改革的强烈愿望，另一方面又需要与周边国家维持和平关系。1768年，巴尔联盟成立，旨在保卫波兰立陶宛联邦的天主教独裁体制与内政外交的独立，而这与斯坦尼斯瓦夫二世的亲俄态度和宗教平等理念相矛盾。随后，巴尔联盟对俄罗斯发动“圣战”，造成了国内局势的严重动荡，加之政府重组的失败，给邻国的干预提供了完美的借口。
1772年，俄罗斯、普鲁士和奥地利第一次瓜分波兰，众议院在三国的强大压力下被迫批准了这一行为，并将其作为既成事实。1773年，波兰制定了一系列重大改革计划，其中包括成立欧洲第一个教育主管部门——國民教育委員會。1783年，波兰正式规定禁止对学生进行体罚。斯坦尼斯瓦夫二世也是波兰启蒙运动的领袖人物，在位期间鼓励工业发展和新古典主义建筑的建设。由于他对艺术和科学的贡献，他获授予皇家学会院士称号。
1791年，众议院通过《五三宪法》，规定实行君主立宪制。《五三宪法》是欧洲第一部、世界第二部现代意义上的宪法。该宪法限制贵族利益的条文触动了国内贵族的利益，部分反对者组成了塔戈维查联盟，向俄罗斯求助，引发了1792年俄波战争。由于担心波兰霸权的复兴，1793年，俄罗斯和普鲁士对波兰进行了第二次瓜分，使波兰的国力大为削弱。1795年10月24日，俄普奥三国第三次瓜分波蘭，此后，波兰立陶宛联邦不再作为独立的政治实体存在，波兰进入长达123年的亡国时期。末代国王斯坦尼斯瓦夫二世于同年11月25日逊位。

### 亡国及分治时期

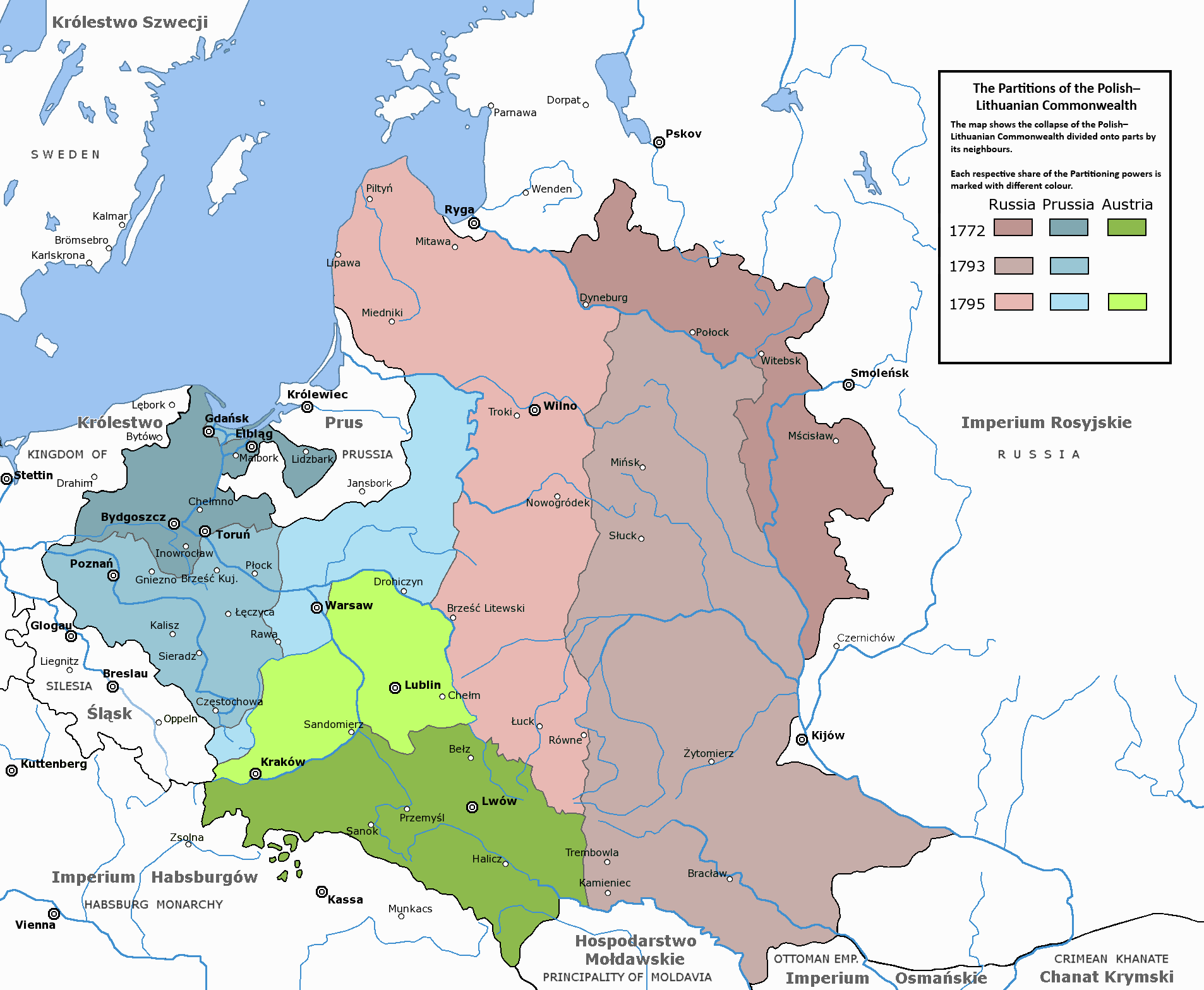
三国瓜分波兰示意图：绿色为奥地利得到的领土，青色为普鲁士得到的领土，紅色为俄罗斯得到的领土；由深到浅依次为第一、二、三次瓜分。

面对国家危难，波兰人民数次发动起义，反抗俄、普、奥三国及其占领军。1794年，曾参加美国独立战争的老兵塔德乌什·柯斯丘什科率领不满于国家被瓜分的波兰人，发动起义反抗俄、普两国。尽管起义军在拉茨瓦维采战役中取得了胜利，但起义最终仍然失败。
1806年，扬·亨利克·东布罗夫斯基在拿破仑一世进军普鲁士之际，发动起义，解放波兰西部。根据1807年的《提爾西特條約》，華沙公國成立。该国为法国的附庸国，由弗里德里克·奥古斯特一世担任公爵，领土包括现代波兰的中部和东南部。在拿破仑战争当中，波兰人积极帮助法国军队，尤其是约泽夫·波尼亚托夫斯基元帅手下的军队。1815年拿破仑被流放后，维也纳会议废除了華沙公國，其领土分为俄属波蘭會議王國、普属波森大公國、奥属加利西亚以及克拉科夫自由市等部分。
1830年，华沙军官学校的士官发动十一月起义，被俄罗斯镇压。此后俄罗斯废除了波兰会议王国的宪法、军队和立法机构。1848年革命期间，大波兰地区的波兰人发动起义，反抗当局的强制同化政策。起义失败后，波森大公國被降为一个普通省份，并随着德意志的统一而成为德意志帝国的一部分。而在俄占波兰，一月起義的失败引发了俄罗斯当局在政治、文化等领域的严厉报复，随之而来的则是对波兰犹太人的驱逐及屠杀。尽管此后的历史颇为坎坷，但到了19世纪末，俄占波兰已经高度工业化，是煤、锌、铁和纺织品的主要出口地区之一。

### 第二共和国时期

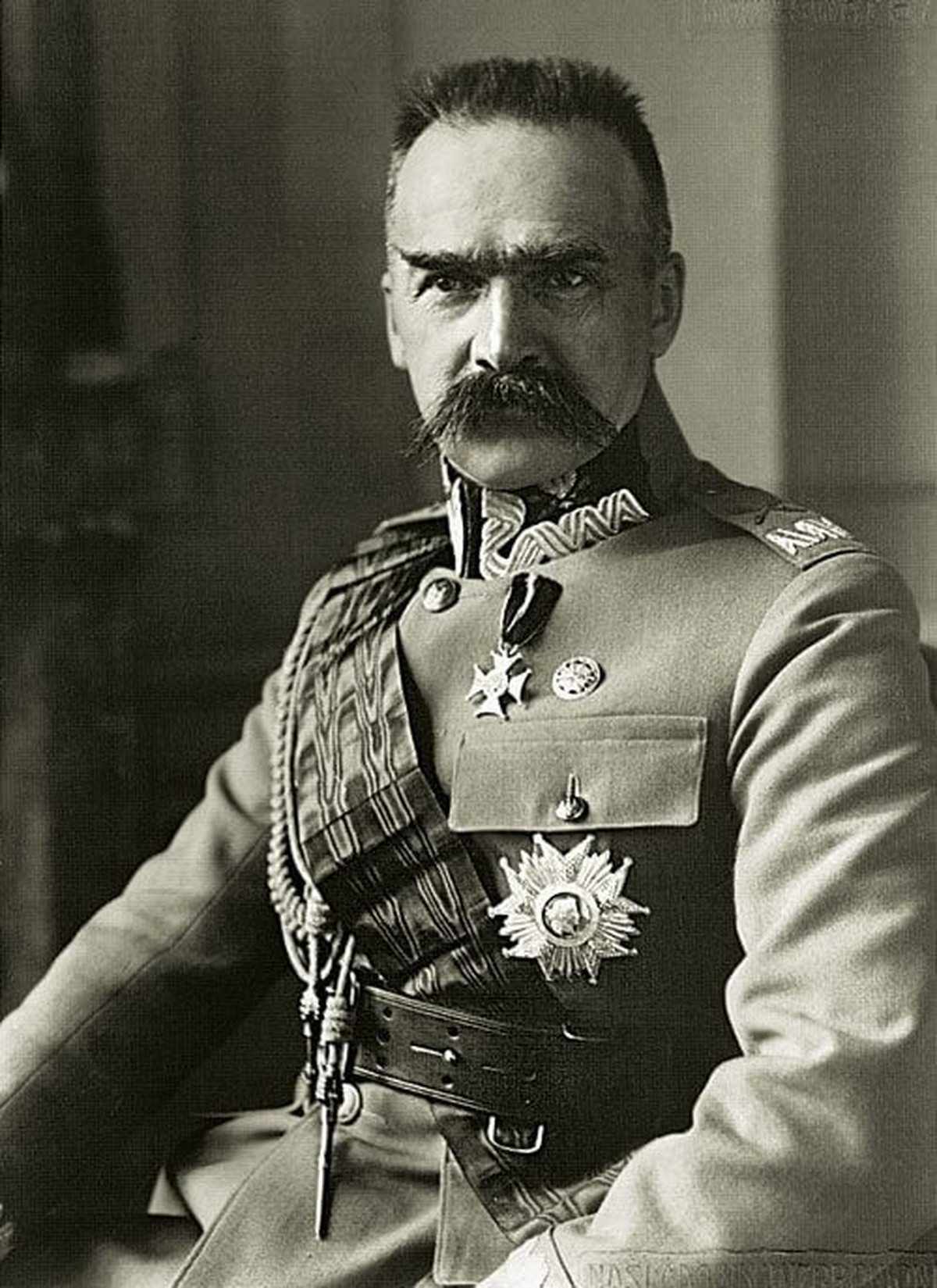
波兰第二共和国国家元首约瑟夫·毕苏斯基元帅

第一次世界大战结束后，协约国同意恢复波兰的独立国家地位，1919年6月的《凡尔赛条约》确认了这一地位。一战中，波兰有多达200万人参战，超过45万人阵亡。1918年11月与德国停战后，波兰重新获得独立，波兰第二共和国成立。通过波苏战争等一系列战争的胜利，波兰第二共和国确立了其主权。在此期间，波兰成功地将三片原属于不同帝国的领土融合为一个有凝聚力的新兴民族国家。
两次大战之间的时期标志着波兰政治新时代的开始。在一战前的几十年里，波兰的政治活动家们始终为俄、德、奥三国所压迫，难以建立自己的政治传统，因此战后的波兰亟需建立一套全新的政治体系。因此，伊格纳奇·扬·帕德雷夫斯基等诸多此前流亡的波兰活动家纷纷返国，其中相当一部分人在新成立的政府机构中担任关键职务。1922年，第二共和国首任总统加布列尔·纳鲁托维奇在华沙的一间画廊被右翼民族主义者埃利尤什·涅维亚多姆斯基刺杀，影响了波兰的政治局势。
1926年，战争英雄约瑟夫·毕苏斯基元帅发动五月政变夺取政权，并建立无党派的萨纳齐亚体制，以防止激进左翼和右翼政治组织破坏国家的稳定。20世纪30年代后期，由于波兰国内政治极端主义的威胁日趋严重，波兰政府取缔了一些激进政治组织，并禁止所有共产主义和极端民族主义政党在国内的一切活动，但这一政策反而使波兰的政治形势更加不稳定。

### 第二次世界大战

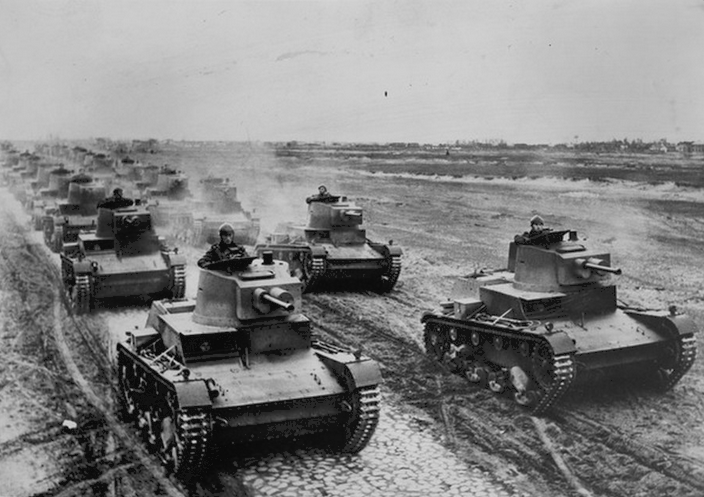
1939年德国入侵波兰前夕，波兰军队装备的7TP戰車

1939年9月1日，纳粹德国入侵波兰，第二次世界大战正式爆发。9月17日，苏联跟进入侵。1939年9月28日，华沙沦陷。根据《苏德互不侵犯条约》，波兰分为两部分，西部由纳粹德国占领，东部由苏联占领。1939年至1941年间，苏联政府流放了数以千计的波兰人，同时内务人民委员部大批处决波兰战俘，制造了多起屠杀事件，其中最典型、影响最大的则是卡廷惨案。1939年11月，纳粹当局呼吁“彻底灭绝整个波兰民族”，并在《東方總計畫》中规划了灭绝的具体流程。

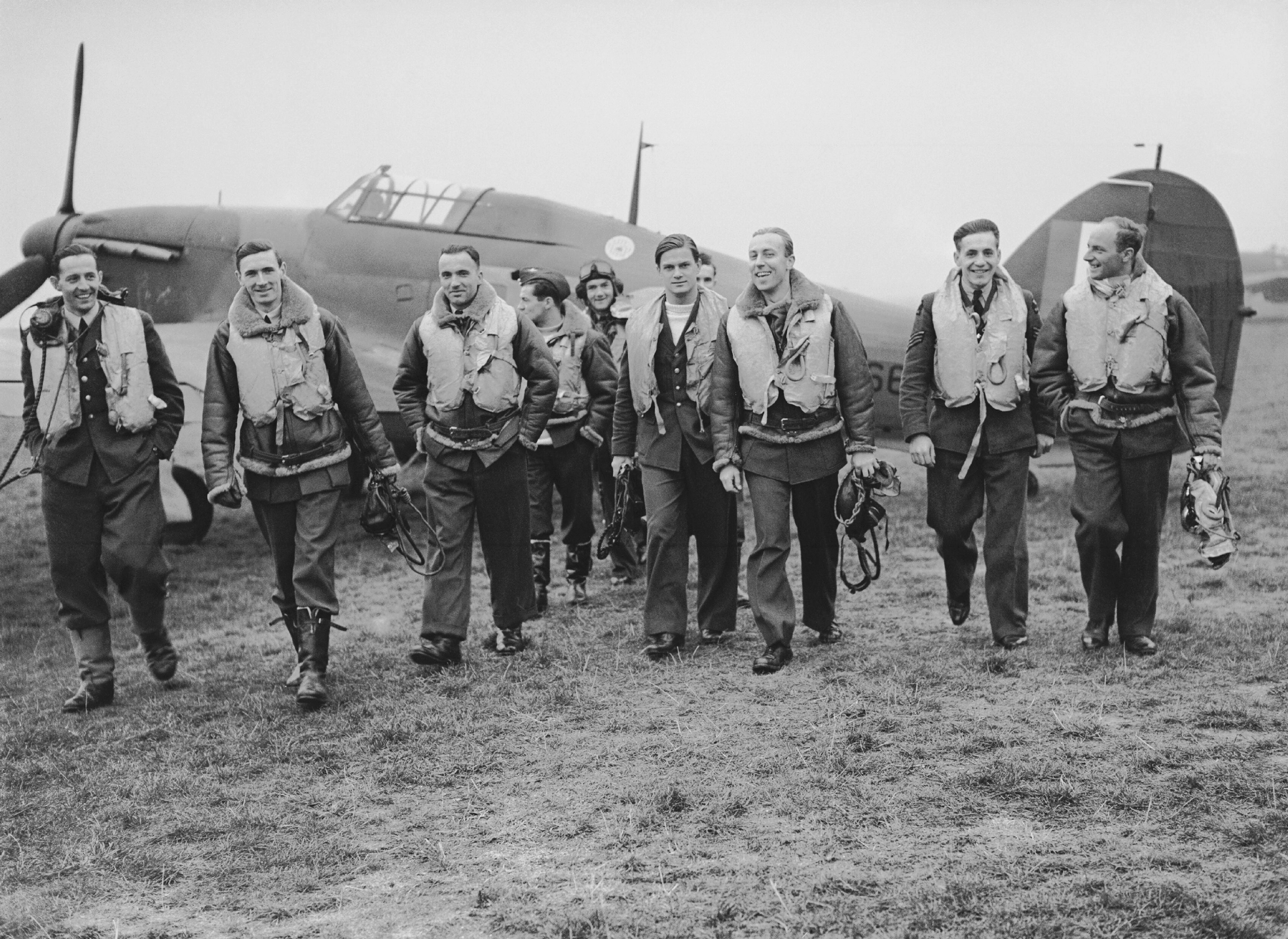
1940年10月不列颠空战期间英国皇家空军第303中队的飞行员。该中队成员主要为波兰人

二战期间，波兰参战人数位居欧洲第四。具体而言，参战的波兰军队可分为忠于波兰流亡政府的西方军团和苏联领导下的东方军团。在诺曼底、意大利、北非等战场，都可以看见波兰士兵的身影。在卡西諾戰役中，波兰士兵做出的贡献尤为巨大。此外，波兰的情报人员也发挥了极为重要的作用，他们提供了来自欧洲及其他地区的大量情报，并成功破解了纳粹德国使用的恩尼格玛密码机。而在东方战场上，由苏联支持的在解放华沙和柏林的战役中也有着出色的表现。
在国内战线上，面对残暴的纳粹德国占领者，波兰人民从没有停止抗争。大体而言，抗争力量可分为两支，一支是贯穿占领时期始终的抵抗运动，另一支则是在战争中期成立的波蘭家鄉軍。波兰的抵抗运动是二战欧洲三大抵抗运动之一，其组织了一系列秘密活动，形成了一个地下国，并拥有完备的教育和司法体系。由于抵抗运动忠于流亡政府，反对共产主义，因此其于1944年夏季组织了风暴行动，其中包括8月1日的华沙起义。

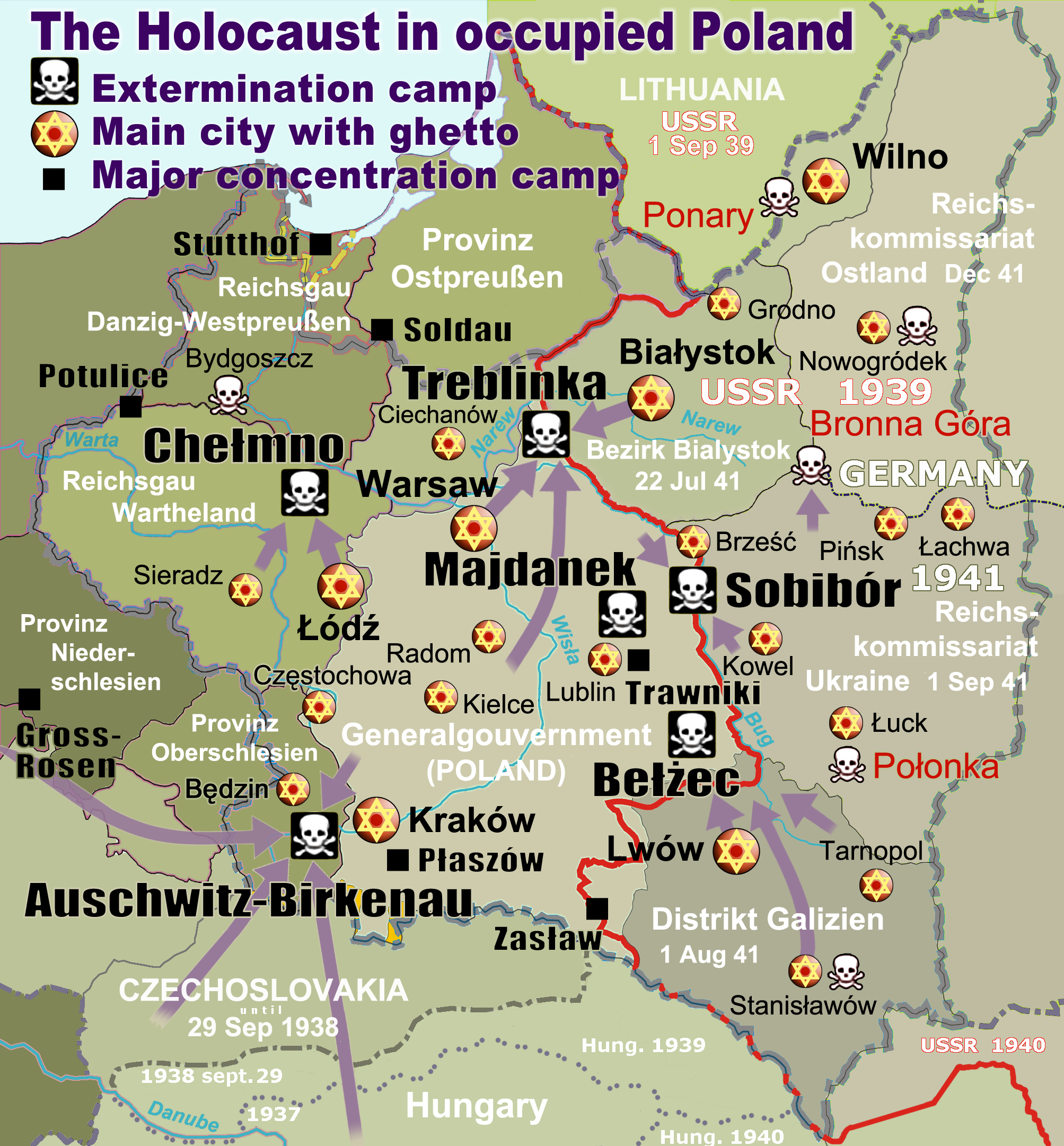
德占波兰境内的犹太人大屠杀地图。滅絕營在地图上以黑底白骷髅标示，主要的隔都则用黄色六芒星标示。红线为德苏两国瓜分波兰第二共和国的分界线，1941年的巴巴罗萨行动即从此线开始

纳粹德国军队在阿道夫·希特勒的命令下，在波兰建造了特雷布林卡、馬伊達內克、奥斯威辛等六座灭绝营。纳粹运用铁路运输体系，从占领区各地运来上百万的犹太人，随后在灭绝营将其全部杀害。据统计，在纳粹占领期间，共有300万波兰犹太人（约占战前波兰犹太人总数的90%）以及180至280万波兰人被纳粹杀害。仅华沙起义就有15万波兰平民遇害。此外，在1939年至1941年间，在苏联占领的波兰领土上，也有约15万波兰人遇害；而在1943年至1944年间，乌克兰民族主义者屠杀了10万波兰人。 在二战所有参战国当中，波兰的人口损失比例最大，共有600万人丧生，占战前波兰人口的六分之一，其中半数为犹太人。 在所有死者中，只有约10%属于战死。
二战结束后，波兰的边界发生了巨大变化。超过200万波兰前东部领土上的波兰居民被苏联驱逐，而奧得河－尼斯河線成为波兰新的西部国境线，因此，波兰的领土减少了约20%。这一大规模领土变更，使得上百万人被迫背井离乡。

### 人民共和国时期

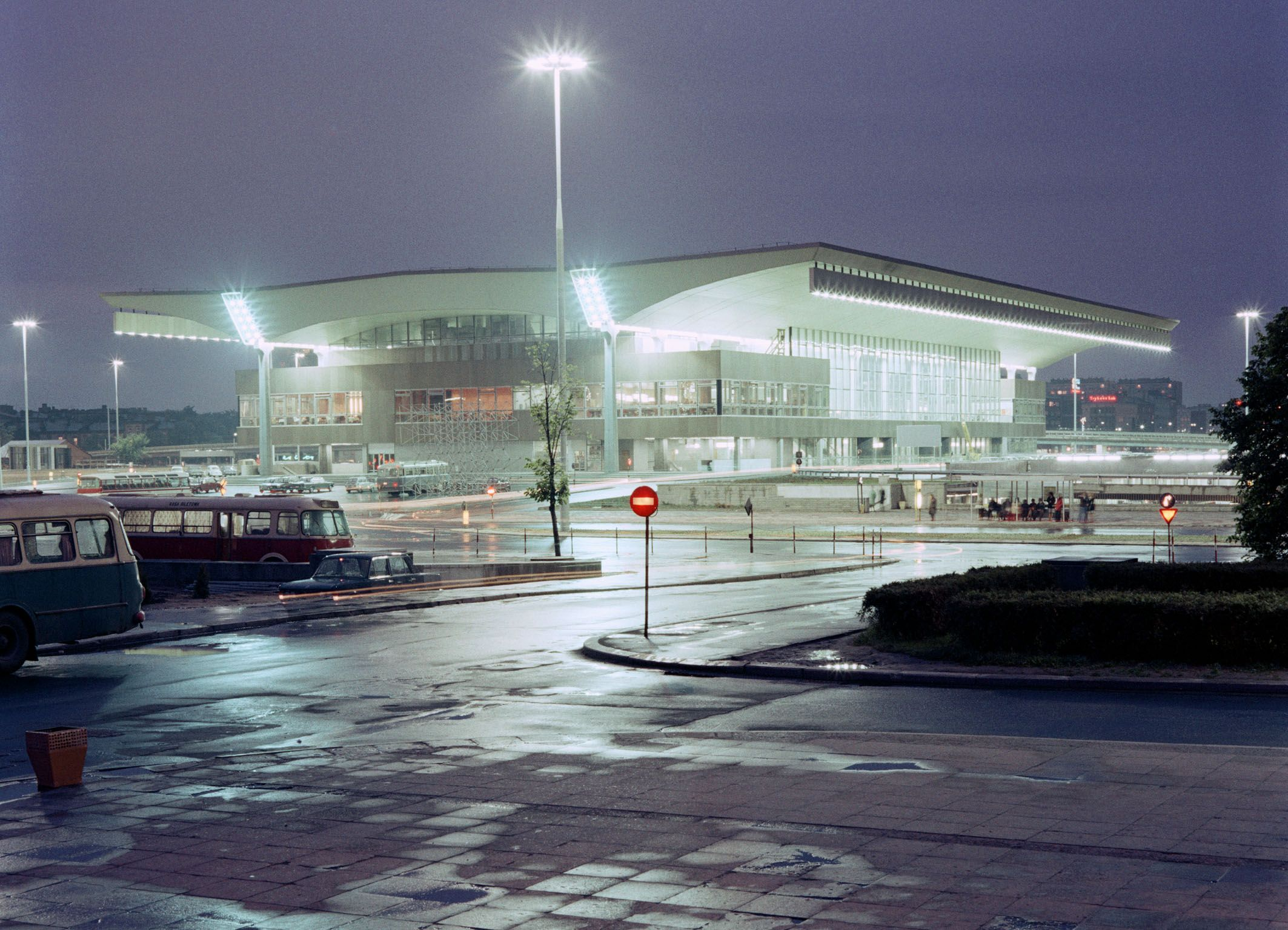
1975年的华沙中央车站。它是20世纪70年代波兰经济繁荣的标志之一

在斯大林的坚持下，雅尔塔会议批准在莫斯科组建新的、亲共的波兰临时联合政府，忽视了设在伦敦的波兰流亡政府。这一举动使得诸多波兰人深感为西方盟国所背叛。1944年，斯大林向丘吉尔和罗斯福保证维护波兰的主权并允许举行民主选举。然而，在1945年二战胜利后，苏联占领当局操纵了选举，从而为苏联在波兰事务上的支配地位提供合法性。与东方集团的大部分其他国家类似，苏联在波兰建立了一个新的共产主义政府。然而，波兰境内的反共主义叛乱一直持续到了20世纪50年代。
尽管遭到波兰国内各界的广泛反对，波兰新政府仍然接受了苏联对战前波兰东部地区（包含维尔纽斯和利沃夫等主要城市）的吞并，并同意苏联红军在波兰领土上永久驻军。在随后的冷战期间，的组建，促成了波兰政治局势的变化，并成为波兰完全融入东方集团体系的象征。
1947年2月19日，新政府通过了《小宪法》，从而控制了国内的政治局势。1952年，波兰人民共和国正式成立。1956年，博莱斯瓦夫·贝鲁特去世后，继任的瓦迪斯瓦夫·哥穆尔卡释放了一批政治犯，并放宽言论自由、推行党内民主。进入60年代后，政策一度回归保守。1970年，爱德华·盖莱克上台后，重新推行较为自由的政策，并实行经济改革，取得了一定成就。总的来说，波兰是东方集团中最为自由的国家之一。
1980年的大规模罢工行动催生了團結工聯。起初的团结工会是较为纯粹的工会，但随着时间的推移，其逐渐成为一股反对执政当局的政治力量，并得到了美国等国家的支持。尽管受到国家机器的打压，但它仍然削弱了波兰统一工人党的主导地位。1989年，团结工会在波兰自二战结束以来的第一次部分自由和民主的议会选举中获胜。1990年，团结工会候选人莱赫·瓦文萨在总统选举中获胜，就任总统。团结工会运动引发了欧洲共产主义政权的崩溃。

### 当代波兰

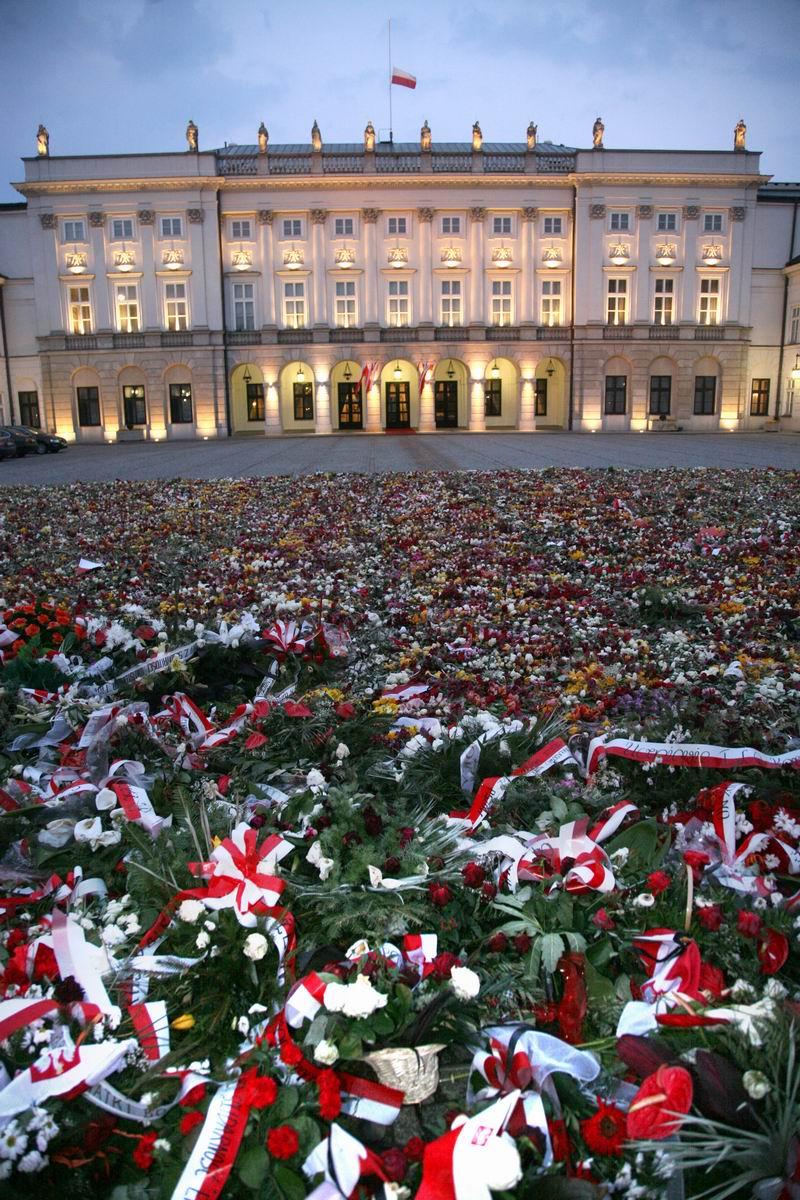
2010年波兰空军101号班机空难发生后，大批民众在总统府前献花以表示悼念

20世纪90年代早期，莱谢克·巴尔切罗维奇推行“休克疗法”，开始由计划经济向市场经济的转型。“休克疗法”的推行使波兰的社会经济和生活水平出现了暂时性的下降，但随后波兰经济即开始腾飞，1995年的GDP已经恢复到东欧剧变前的水平。波兰于1991年成为維謝格拉德集團的成员，并于1999年加入北大西洋公约组织。2003年6月，全民公投同意波兰加入欧盟；2004年5月1日，波兰正式加入欧盟。
2007年，波兰加入申根区，取消了与欧盟其他相邻成员国之间的边境管制措施，允许其人口在欧盟大部分地区完全自由流动。2010年4月10日，波兰总统和其他89名波兰高级官员在俄罗斯斯摩棱斯克附近因飞机失事丧生。
2011年，执政党公民纲领在当年的议会选举中成功获得连任。2014年，时任波兰总理唐纳德·图斯克获选为欧洲理事会主席，因而辞去总理职务。此后，由领导的保守主义政党法律與公正相继赢得了2015年和2019年的议会选举，加剧了国内的欧洲怀疑主义和与欧盟之间的摩擦。2017年12月，马特乌什·莫拉维茨基继任总理一职。2020年总统选举中，安杰伊·杜达以微弱优势获得连任。
2022年，俄罗斯入侵乌克兰，使得大量乌克兰难民涌入波兰，对波兰社会秩序造成严重冲击。截至2023年11月，共有1700万乌克兰难民穿越波乌边界，其中90万人留在波兰。2023年10月，执政党法律与公正在选举中赢得最多选票，但失去了议会多数席位。同年12月，唐纳德·图斯克就任总理，并领导由公民纲领、第三条路和左翼三个政党组成的名为公民联盟的执政联盟，法律与公正则成为主要反对党。

## 地理

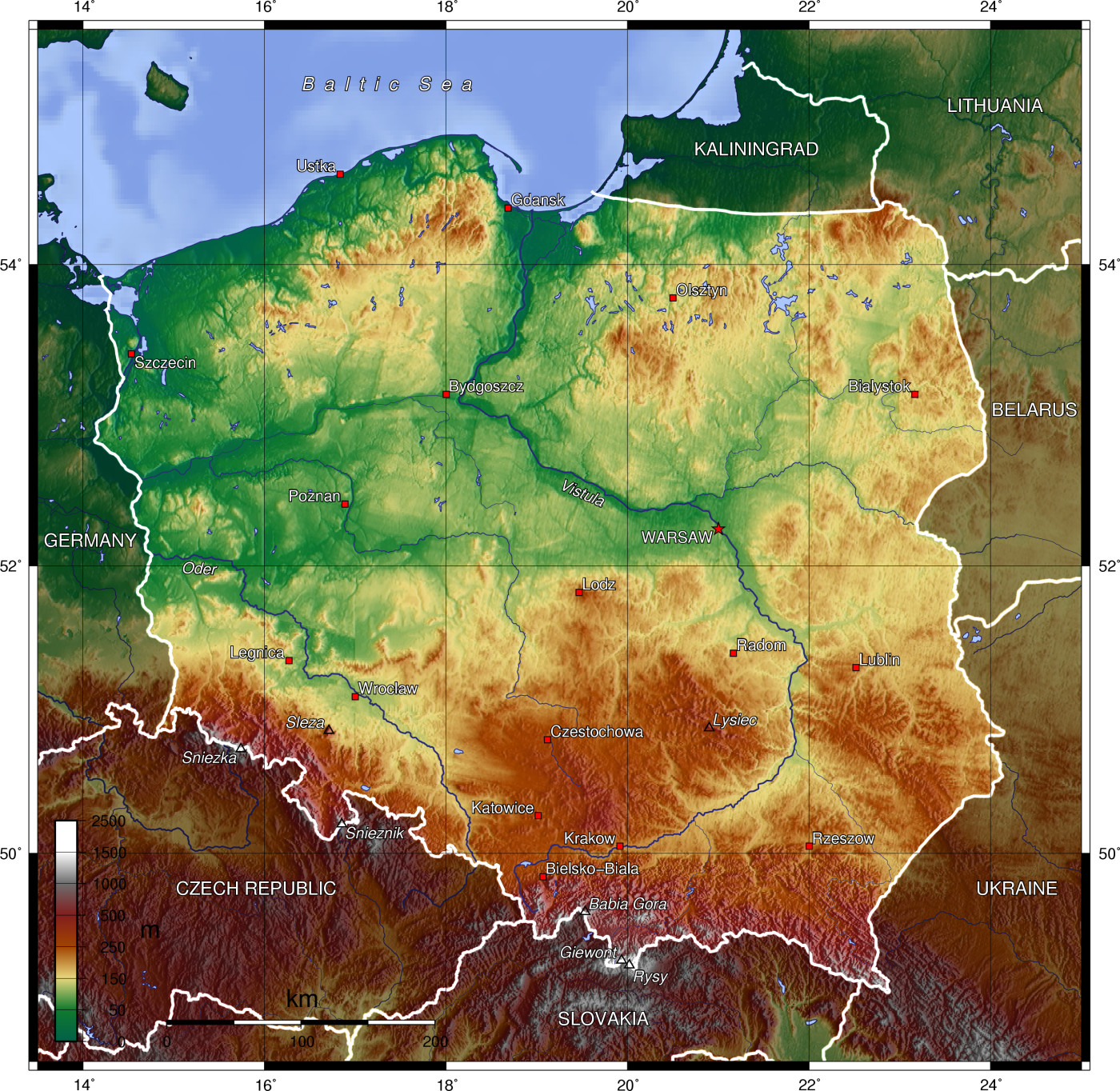
波蘭地形圖

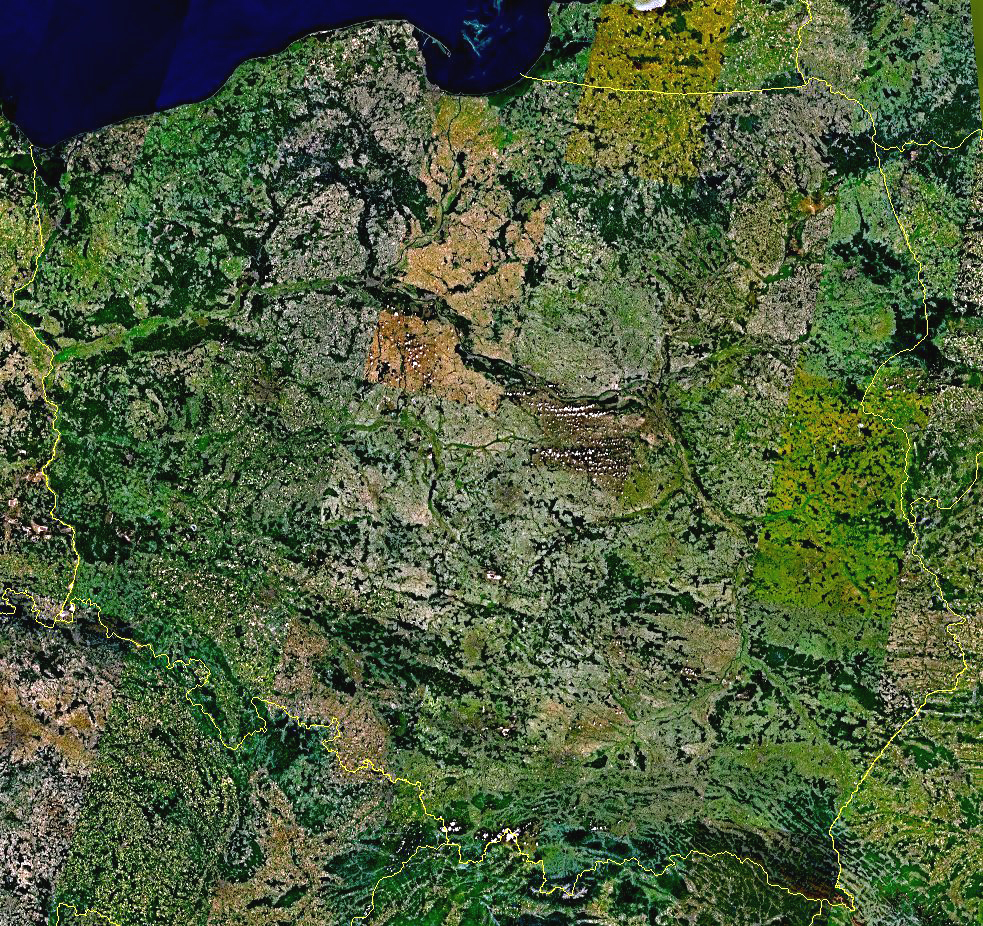
波蘭衛星圖

波兰国土面积312,722平方公里，其中陆地面积311,895平方公里，河流、湖泊、水库等面积共2,041平方公里，领海面积8,783平方公里。 波兰境內擁有豐富的湖泊、河流、丘陵、沼澤、海灘、島嶼和森林等地貌，景觀多种多样。

### 地形
总体上说，波兰中北部大部分地区属于中欧平原，南部地区则以丘陵和山地为主。全国大部地势平坦，平均海拔173米。
海岸线从西部边境的波美拉尼亚湾延伸到格但斯克湾，全长共770千米。其间沙丘密布，也有沙嘴、潟湖等地貌，较典型的有海爾半島和维斯图拉潟湖等。沃林島是波兰最大的岛屿，也是沃林國家公園的主体。
波兰南部的山脉有东半部的喀尔巴阡山脉和西半部的苏台德山脉。塔特拉山脉位于南部边境，是喀尔巴阡山脉最高的一部分，其中的萊希山海拔2,501米，是波兰最高峰。斯涅日卡山位于波兰和捷克边境，海拔1,603.3米，是苏台德山脉的最高点。北部的埃尔布隆格地区拉茨基海拔-1.8米，是全国最低点。

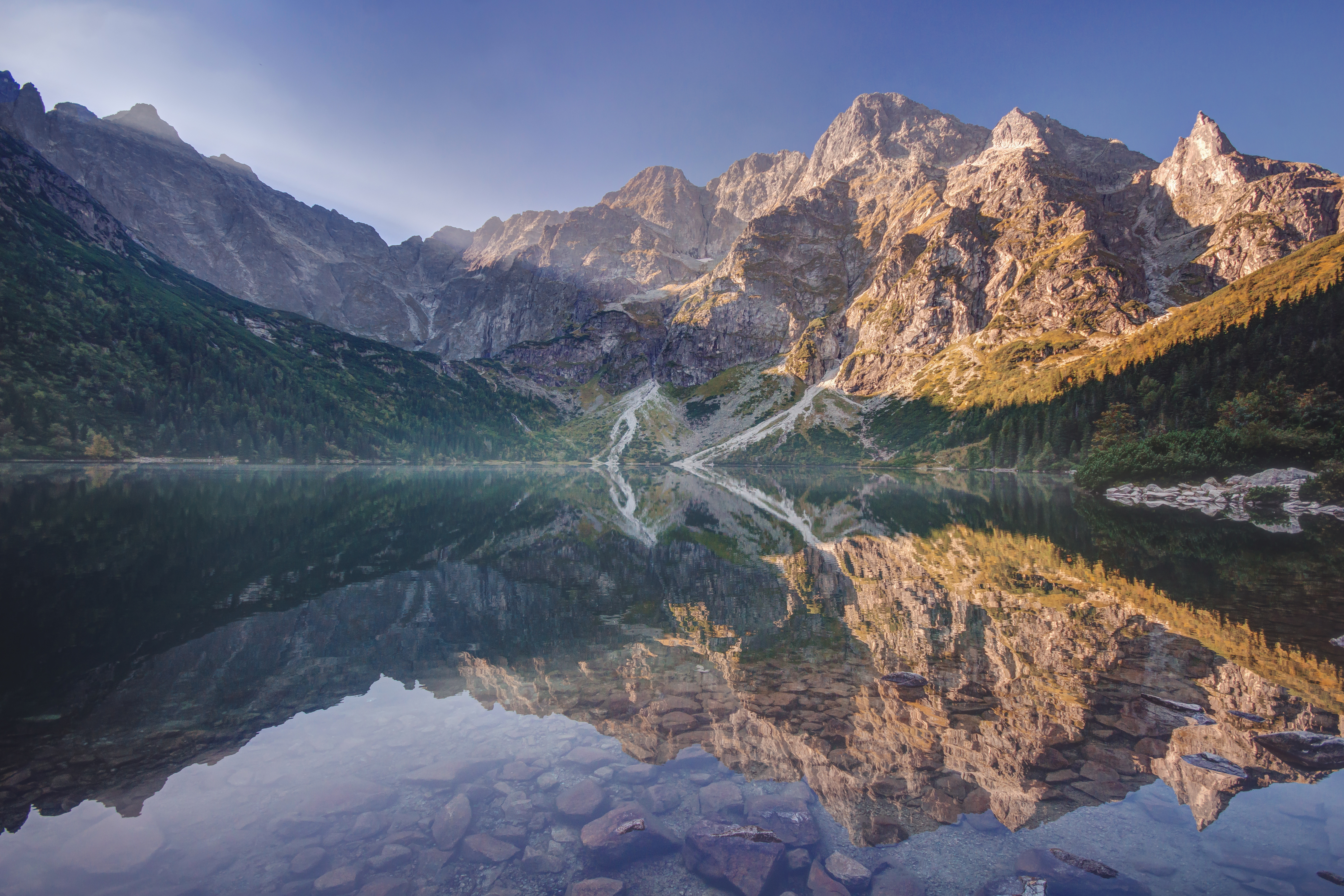
位于塔特拉山脉的海洋之眼。波兰是世界上湖泊密度最大的国家之一

波兰的河流多从南向北流入波罗的海，主要有维斯瓦河、奥得河、瓦尔塔河、西布格河等，其中维斯瓦河长1,047千米，是波兰第一长河。波兰境内还有冰蚀作用形成的9,300多个湖泊，湖泊密度居世界前列，其中大部分集中在北部的馬祖里亞等地区，最大湖泊为希尼亚尔德维湖，最深湖泊为漢恰湖。

### 氣候
波兰气候属海洋性向大陆性气候过渡的温带大陆性湿润气候。具体而言，西北部地区气候偏向海洋性，东南部的大陆性特点则更为明显，南部山地地区也有高山气候分布。冬季寒冷、多云、多降雨，夏季温暖、潮湿、多雷阵雨。1月平均温度约为-1℃，7月约为20℃。下西里西亚是波兰最温暖的地区，而东北部的波德拉谢省苏瓦乌基地区则因受斯堪的纳维亚和西伯利亚冷空气影响，为全国平均气温最低的地区。波兰的降水集中在夏季，年降水量401-800毫米，有些山区可达1000毫米以上。
| 地區       | 七月 (°C) | 七月 (°F) | 一月 (°C) | 一月 (°F) |
| ---------- | --------- | --------- | --------- | --------- |
| 華沙       | 25/14     | 77/58     | 1/−4      | 33/24     |
| 克拉科夫   | 25/13     | 77/56     | 1/−5      | 33/23     |
| 弗羅茨瓦夫 | 26/14     | 78/57     | 3/−3      | 37/26     |
| 波茲南     | 25/14     | 77/57     | 2/–3      | 35/26     |
| 格但斯克   | 21/13     | 71/55     | 1/−4      | 34/25     |

### 生物多样性

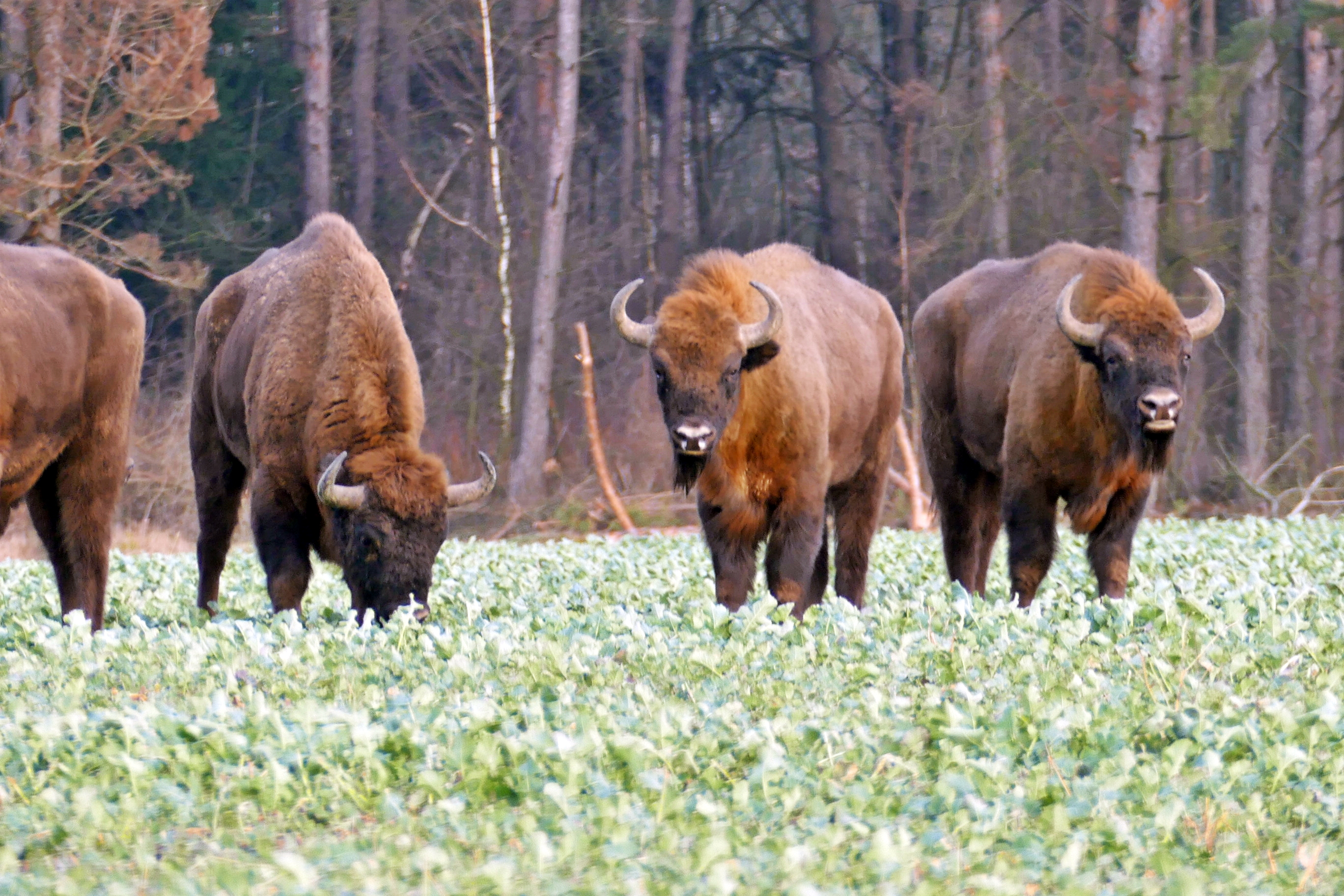
欧洲野牛是波兰的代表性动物之一，集中分布在比亞沃維耶扎原始森林

波兰森林资源较丰富，森林覆盖率31%，下西里西亚森林是波兰最大的连片森林。境内常见的树种有橡树、枫树、山毛榉、松树、云杉、冷杉等。据估计，全国森林中松柏类占69%。
波兰的动植物与欧洲大陆其他国家相类似。其中，欧洲野牛、白鹳和白尾海雕定为国家的代表性动物，虞美人则在民间具有国花地位。欧洲野牛、欧亚河狸、歐亞猞猁、灰狼等动物物种受到国家的重点保护。波兰也是早已灭绝的原牛的主要分布地之一，最后一只原牛于1627年死于波兰。森林当中也分布着红鹿、欧洲狍、野豬等动物。波兰也是全球候鸟的重要栖息地之一，全球四分之一的白鹳分布于此。
波兰共有23个国家公园，总面积达315,100公頃（1,217平方英里），占国土面积的1%，其中比亞沃維耶扎原始森林和別什恰迪國家公園已列入世界遗产名录。此外，波兰境内还有123个景观公园以及为数众多的自然保护区。

## 行政區劃

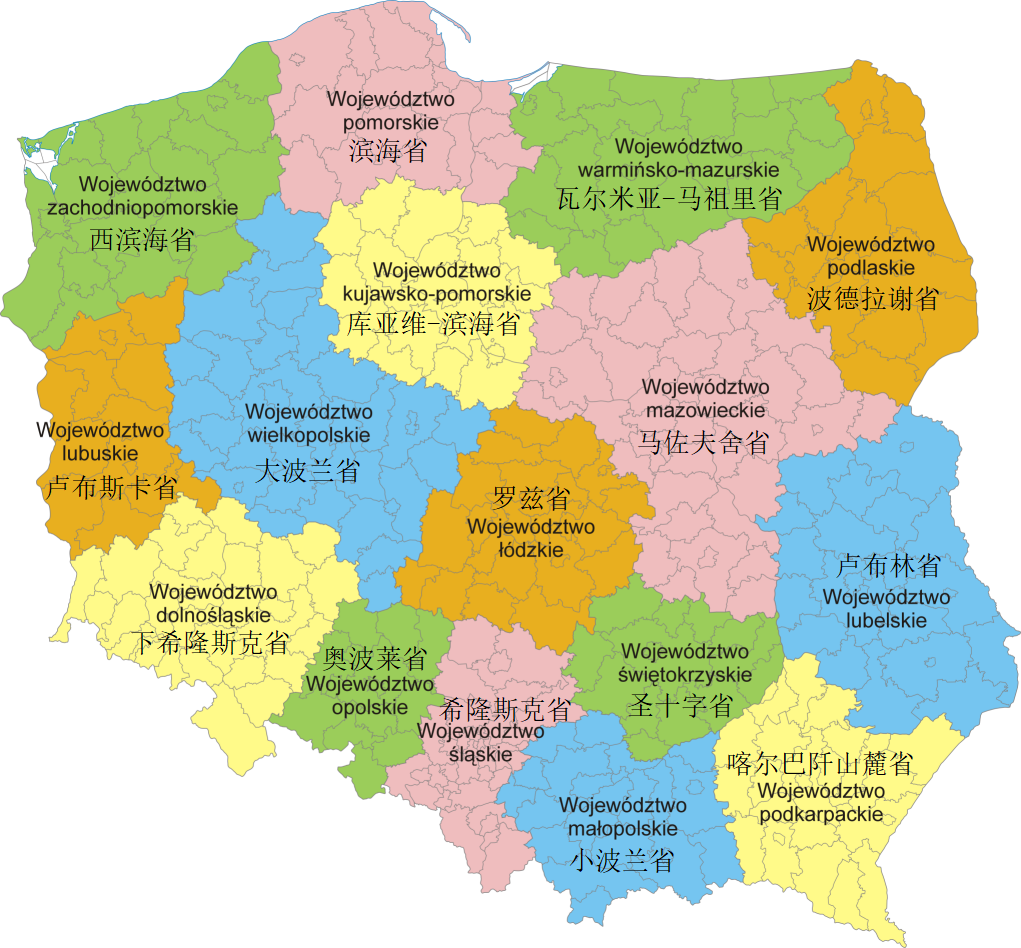
波蘭行政區劃(2007年)

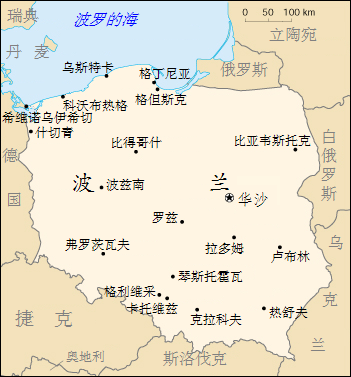
波蘭主要城市位置圖

波兰行政区划为省、县、市镇三级制。根据2022年数据，波兰全国共有16个省、380个县、2,477个市镇。波兰的主要城市通常同时具有县和市镇的地位。省份大多基于历史地区而建立，或因省内主要城市而得名。各省的行政权力由中央指派的省总督、通过选举产生的省议会和由省议会推选产生的省长共享。

### 省份列表
| 省份                 | 省会                                                                            | 面积（km²） | 人口（2017年） |
| -------------------- | ------------------------------------------------------------------------------- | ----------- | -------------- |
| 马佐夫舍省 (Mazowieckie)        | 华沙 (Warszawa)                                                                 | 35,579      | 5,391,813      |
| 小波蘭省 (Małopolskie)          | 克拉科夫 (Kraków)                                                               | 15,108      | 3,395,700      |
| 羅茲省 (Łódzkie)            | 羅茲 (Łódź)                                                                     | 18,219      | 2,470,610      |
| 盧布林省 (Lubelskie)          | 盧布林 (Lublin)                                                                 | 25,155      | 2,121,600      |
| 波德拉謝省 (Podlaskie)        | 比亞韋斯托克 (Białystok)                                                        | 20,180      | 1,182,700      |
| 喀爾巴阡山省 (Podkarpackie)      | 熱舒夫 (Rzeszów)                                                                | 17,844      | 2,128,747      |
| 聖十字省 (Świętokrzyskie)          | 凱爾采 (Kielce)                                                                 | 11,672      | 1,244,400      |
| 大波蘭省 (Wielkopolskie)          | 波茲南 (Poznań)                                                                 | 29,826      | 3,490,597      |
| 瓦爾米亞-馬祖里省 (Warmińsko-Mazurskie) | 奧爾什丁 (Olsztyn)                                                              | 24,192      | 1,431,100      |
| 盧布斯卡省 (Lubuskie)        | 大波蘭地区戈茹夫 （行政） (Gorzów-Wielkopolski) 和綠山城（立法） (Zielona-Góra) | 13,985      | 1,015,440      |
| 濱海省 (Pomorskie)            | 格但斯克 (Gdańsk)                                                               | 18,293      | 2,328,200      |
| 西濱海省 (Zachodniopomorskie)          | 什切青 (Szczecin)                                                               | 22,896      | 1,703,000      |
| 庫亞維濱海省 (Kujawsko-Pomorskie)      | 比得哥什（行政） (Bydgoszcz) 和托倫（立法） (Toruń)                             | 17,969      | 2,079,900      |
| 西里西亞省 (Śląskie)        | 卡托維茲 (Katowice)                                                             | 12,294      | 4,540,100      |
| 奧波萊省 (Opolskie)          | 奧波萊 (Opole)                                                                  | 9,412       | 988,031        |
| 下西里西亞省 (Dolnośląskie)      | 弗羅茨瓦夫 (Wrocław)                                                            | 19,946      | 2,901,000      |

## 政治
波蘭政府的結構是雙首長制，总统享有國防和外交權力，行政权则由總統任命的總理及內閣掌握。總理從兩院制國會的眾議院多數黨成員中產生，负责向總統提名閣員名單，交由總統任命及议会同意。波蘭總統為國家元首，由公民直選產生，任期5年，可以連任一次，擁有解散议会的權力。现任总统为安杰伊·杜达，总理为馬特烏什·莫拉維茨基。
波蘭議會采用两院制，由下院眾議院（Sejm，460名成員）和上院參議院（Senat，100名成員）組成。众议院由比例代表制选举产生，参议院选举则采用简单多数制，每一百个选区选出一名参议员。参议院有权修改或拒绝众议院通过的法规，但众议院可以以多数票推翻参议院的决议。

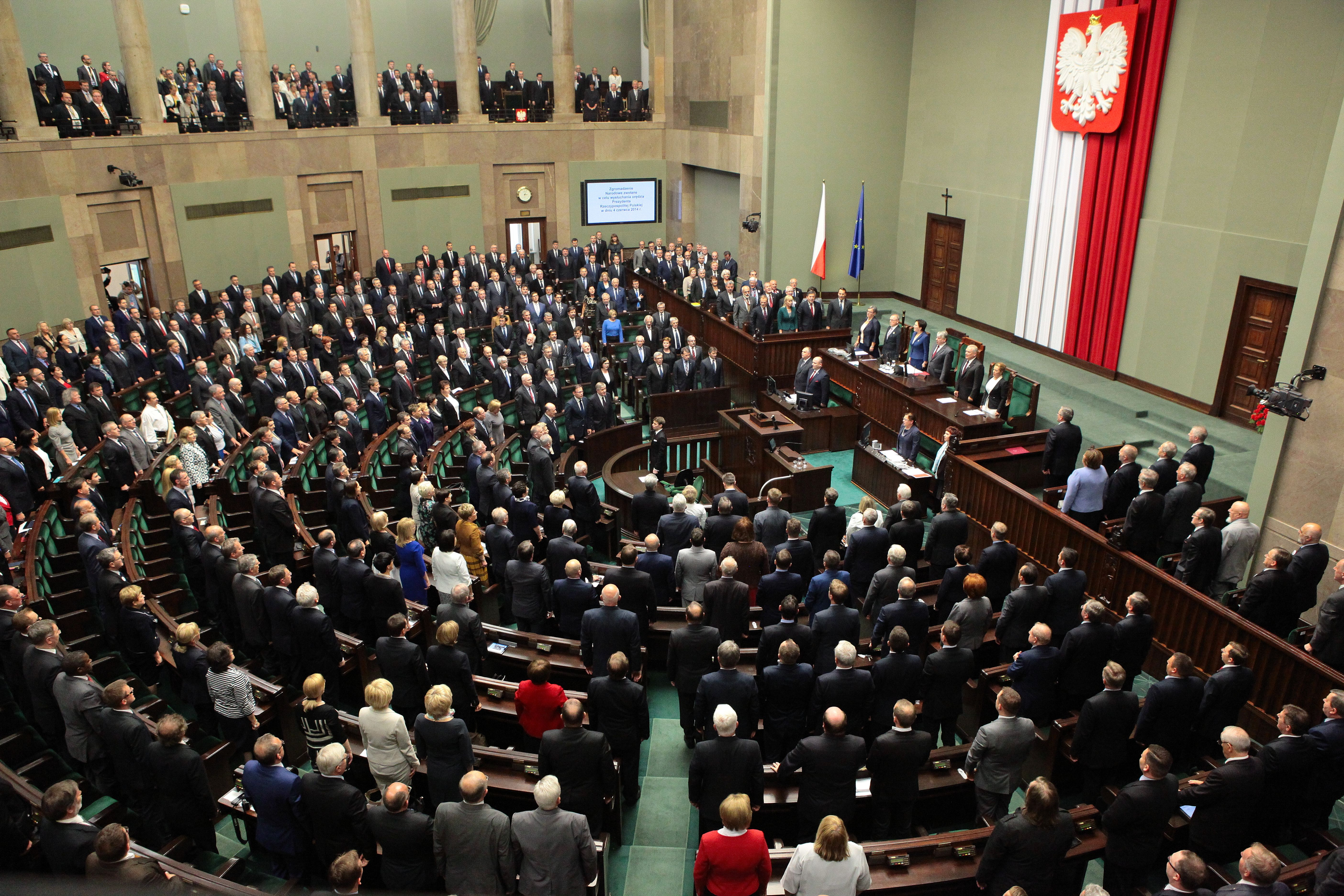
波兰众议院

議會成員根據省劃直選產生，任期4年。根據1997年生效的現行憲法，除了兩個預留給少數民族政黨的席位（一席予德國裔，另一席予立陶宛裔）外，只有獲得總投票率5％的政黨才能進入众议院。只有年满30岁的波兰公民才有资格竞选参议员，而参加总统选举的年龄下限则为35岁。
参众两院的成员共同组成国民大会。当新总统就职、对总统的起诉书递交至国家法庭或总统因健康状况无法正常履职时，即组成国民大会。
宪法法庭是议会设立的、独立进行活动的特殊审判机构，只对议会负责。宪法法庭的主要职能是：裁决议会通过的法律和法令是否符合宪法；裁决政府及国家机关颁布的条例和决定是否符合宪法。宪法法庭法官由下议院任命，庭长和副庭长由总统从宪法法庭全体法官大会所推荐的候选人中任命。1997年通过的新宪法赋予宪法法庭强有力的权力，议会不再有权否决宪法法庭的裁决。
最高法院是国家最高审判机关，对其他所有法院的审判活动和判决行使监督权。院长由议会根据总统的建议从最高法院法官中任命。
最高监察院是波兰最高行政监察机构，基本任务是监督国家领导人和国家机关工作人员是否有渎职、违法乱纪行为。院长由议会任命，向议会负责。
公民权利代言人主要保护宪法和其他法律所规定的本国公民的人权和公民权。公民权利代言人由下议院指定，每年须向下议院和上议院汇报工作。
国家广播电视委员会主要保护本国公民的言论自由权、获得信息权以及广播电视领域的公共利益。委员会委员由众、参两院和总统任命。

### 法律

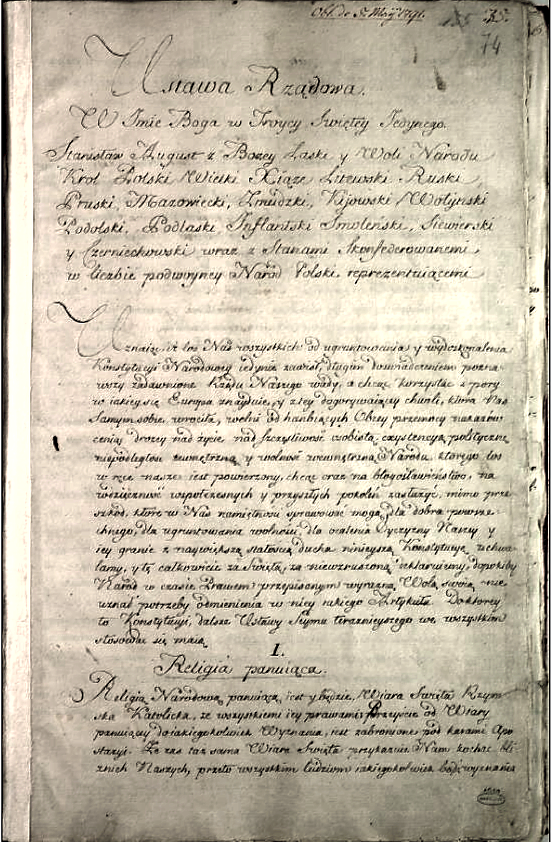
《五三宪法》于1791年获得通过，是欧洲第一部现代意义上的宪法

《波兰共和国宪法》是波兰的根本大法。现行宪法于1997年4月2日由国民大会通过，其规定波兰为一多党制民主国家，人民拥有宗教自由、言论自由和集会自由，禁止强迫性医学实验、酷刑和体罚，并承认家庭的不可侵犯性，以及组织工会和罢工的权利。
波兰的司法体系由作为国家最高司法机关的最高法院、负责公共行政司法的最高行政法院、普通法院和军事法院构成。最高法院的法官为终身制，由议会任命的独立的國家司法會議提名，经議會通過和总统任命後正式上任。宪法法庭和国家法庭是独立的司法机构，它们负责裁定国家最高领导人的宪法责任，并监督成文法的遵守情况，从而保护宪法。众议院经参议院批准，任命一名申訴專員，任期五年，负责维护社会正义。
波兰治安良好，2018年谋杀率为每10万人中仅有0.7人被谋杀，性犯罪和暴力犯罪的发生率也很低。然而，波兰对堕胎的限制严格，只有在被强奸、乱伦或妇女生命受到威胁的情况下才允许堕胎， 而胎儿的先天性疾病和死产则不在法律允许范围内，因此迫使一些妇女到国外寻求堕胎。
波兰历史上最重要的法律文件是1791年5月3日通过的《五三宪法》，这部宪法旨在纠正波兰立陶宛联邦及其贵族民主制长期存在的政治缺陷，是欧洲第一部现代意义上的宪法，并对后世世界范围内的民主运动产生了深远影响。1918年，波兰第二共和国修法允许妇女投票，成为最早实行妇女普选权的国家之一。

### 外交

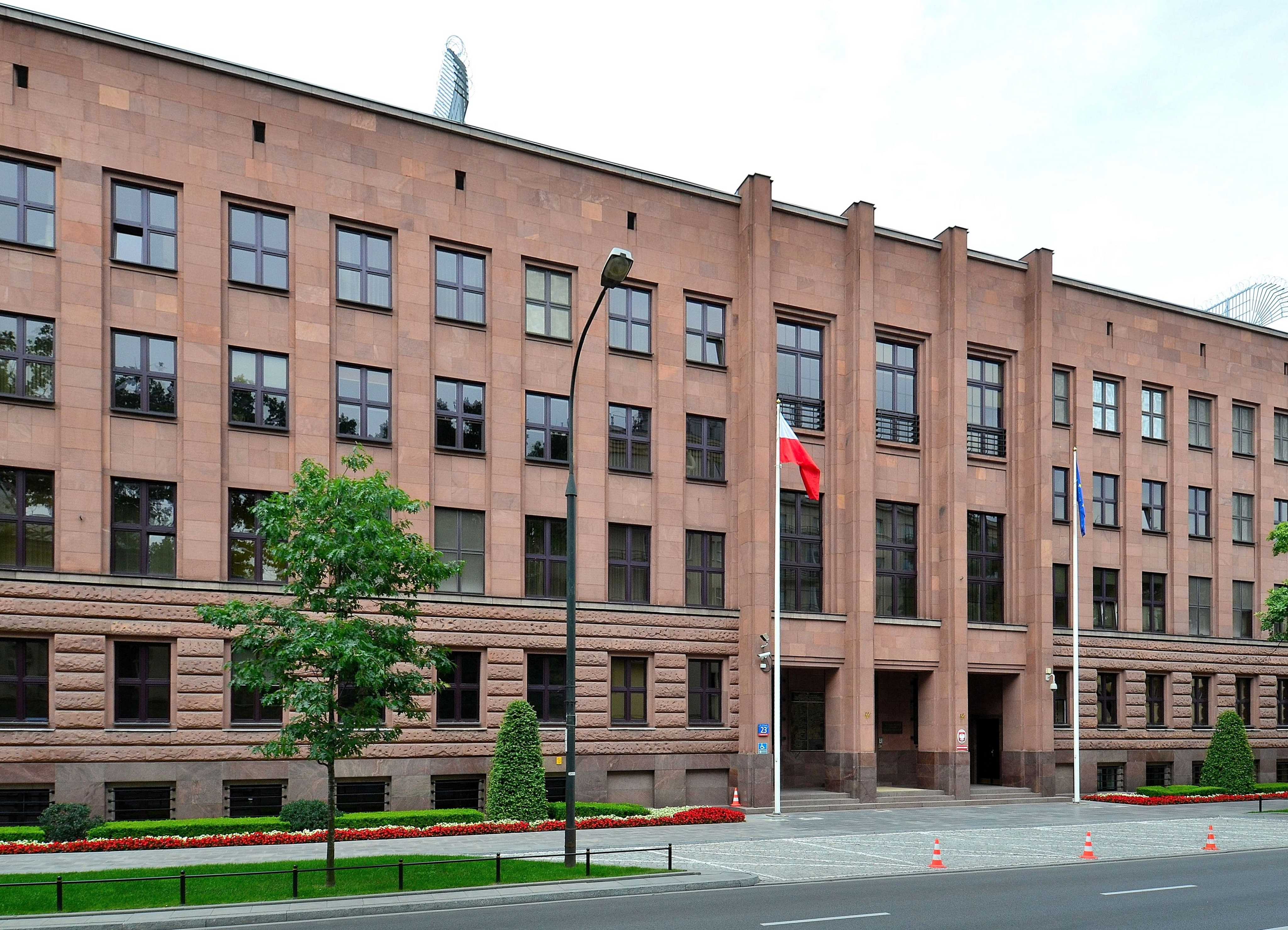
波蘭外交部

波兰是一个中等强国，自2004年加入歐盟以來，波蘭歷屆政府積極參與歐洲和國際事務，備受視為欧洲的新興強權，并正逐渐向地域大国转型。波蘭是歐盟人口第五多的成員國，截至2020年，在歐洲議會中共有52名代表。欧洲边境与海岸警卫队总部以及欧安组织民主与人权办公室均位于华沙。除此之外，波蘭也是聯合國、北約、世界貿易組織、經濟合作與發展組織等重要国际组织的成員。
近年来，波蘭大力加強與西方世界，尤其是美國的關係，從而成為美國在歐洲最親密的盟友与战略伙伴之一。传统上，波兰与匈牙利关系密切，2007年，波匈两国议会通过联合声明，将3月23日定为“波匈友谊日”。

### 执法与应急服务

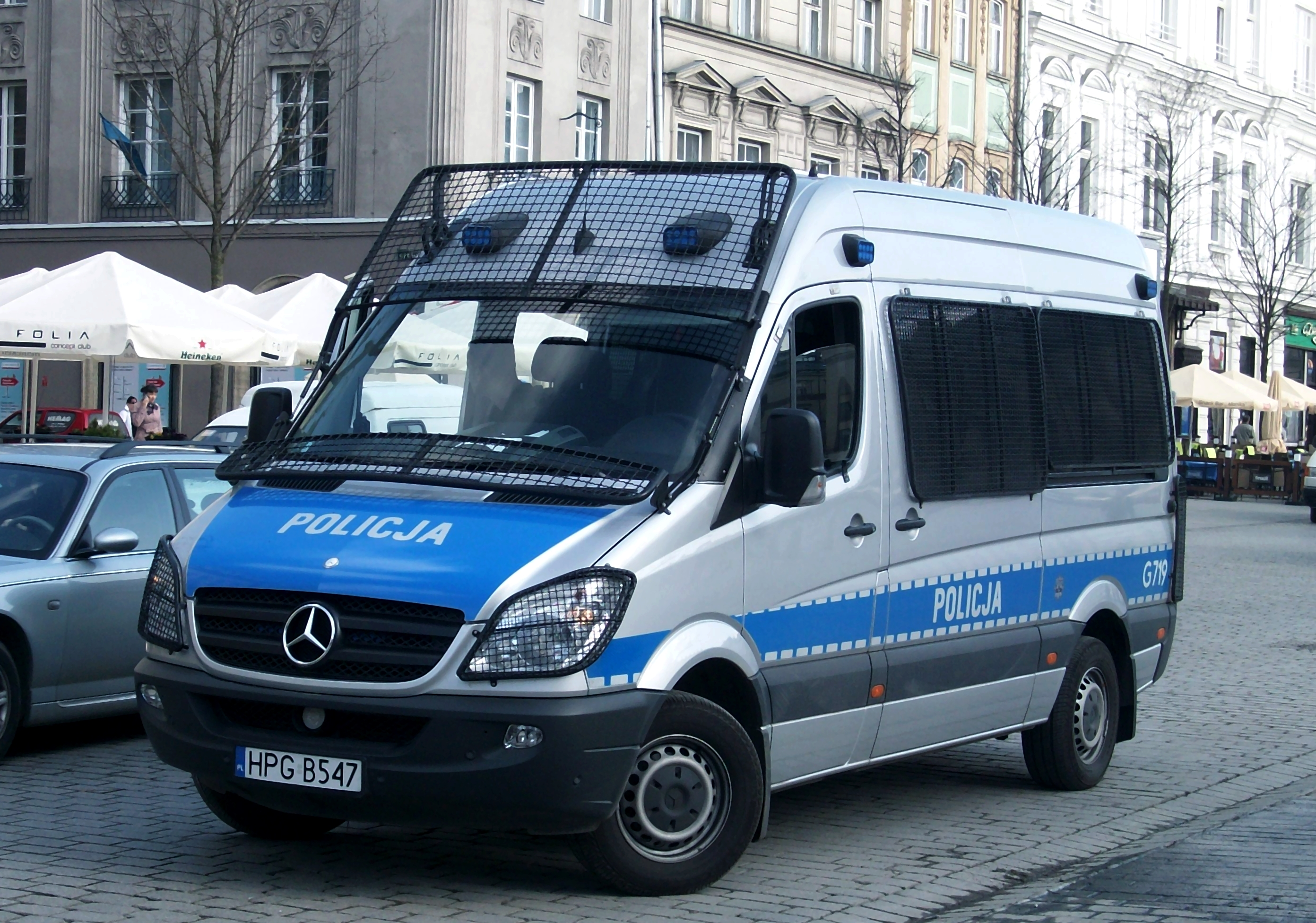
波兰国家警察的巡逻车

波兰的执法由隶属于内政部之下的几大执法机构——负责调查犯罪或违法行为的国家警察、负责维护公共秩序的城市卫队以及负责边防的边境卫队等负责。私人保安公司也很常见，但它们并不具备逮捕或拘留嫌疑人的权力。城市卫队主要由省、地区或市议会领导，未经上级批准不得携带枪支。执法人员定期在大城市或较小的郊区进行巡逻。
波兰国内安全局是负责保卫波兰国家安全的反情报机构，而外国情报局则负责识别外部威胁、获取境外情报，二者共同构成了波兰的情报系统。中央警察调查局和中央反腐局则分别负责国家的反有组织犯罪和反腐败工作。
波兰的应急服务系统由急救体系、国家消防局以及波军中的搜救单位组成。波兰的急救服务由地方政府运营，同时隶属于直属中央的国家医疗紧急服务中心（波蘭語：Państwowe Ratownictwo Medyczne）。

## 軍事

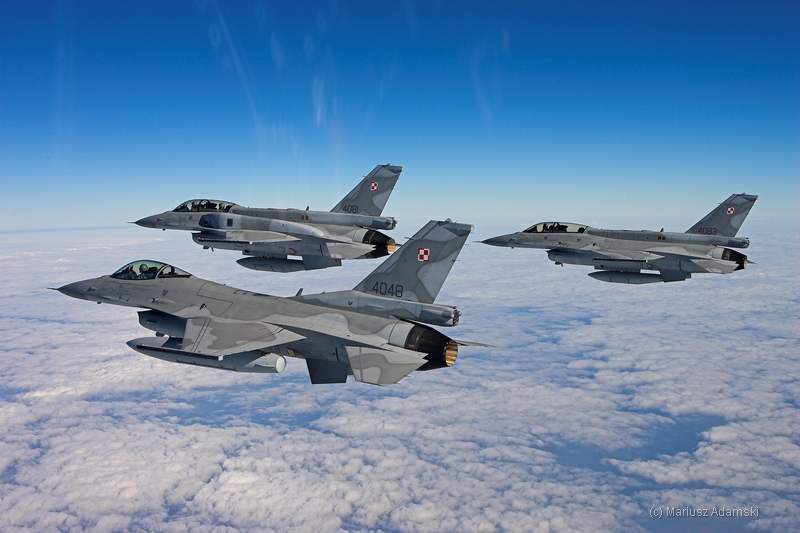
波兰空军装备的F-16戰隼戰鬥機

波蘭共和國軍是波兰主要的军事力量，由五大兵種——陸軍、海軍、空軍、特种部队和領土防衛部隊组成，隸屬於波蘭國防部。和平時期，總統擔任三军總司令，並有權提名軍官、國防部長和參謀長。每年8月15日是波兰的武装部队日。截至2022年，波蘭共和國軍共有114,050名现役士兵，另有75,400人在宪兵部队和准军事组织服役。2022年，波兰军费约为145亿美元，相当于其GDP的2%。根据斯德哥尔摩国际和平研究所的数据，2020年波兰共向国外出口了价值4.87亿欧元的武器装备。
波兰的国家安全总体目标是进一步融入北约和欧盟的国防、经济和政治体系。波兰原实行征兵制，适龄符合条件的男子均需要服役9个月，但这一制度在2008年被废除。波兰的军事学说侧重防御，与大多数北约成员国类似，并积极参加北约举行的军事演习。自1953年以来，波兰曾多次参与国际维和行动。目前，波兰在中东、非洲、波罗的海三国、东南欧等地有驻军。

## 经济

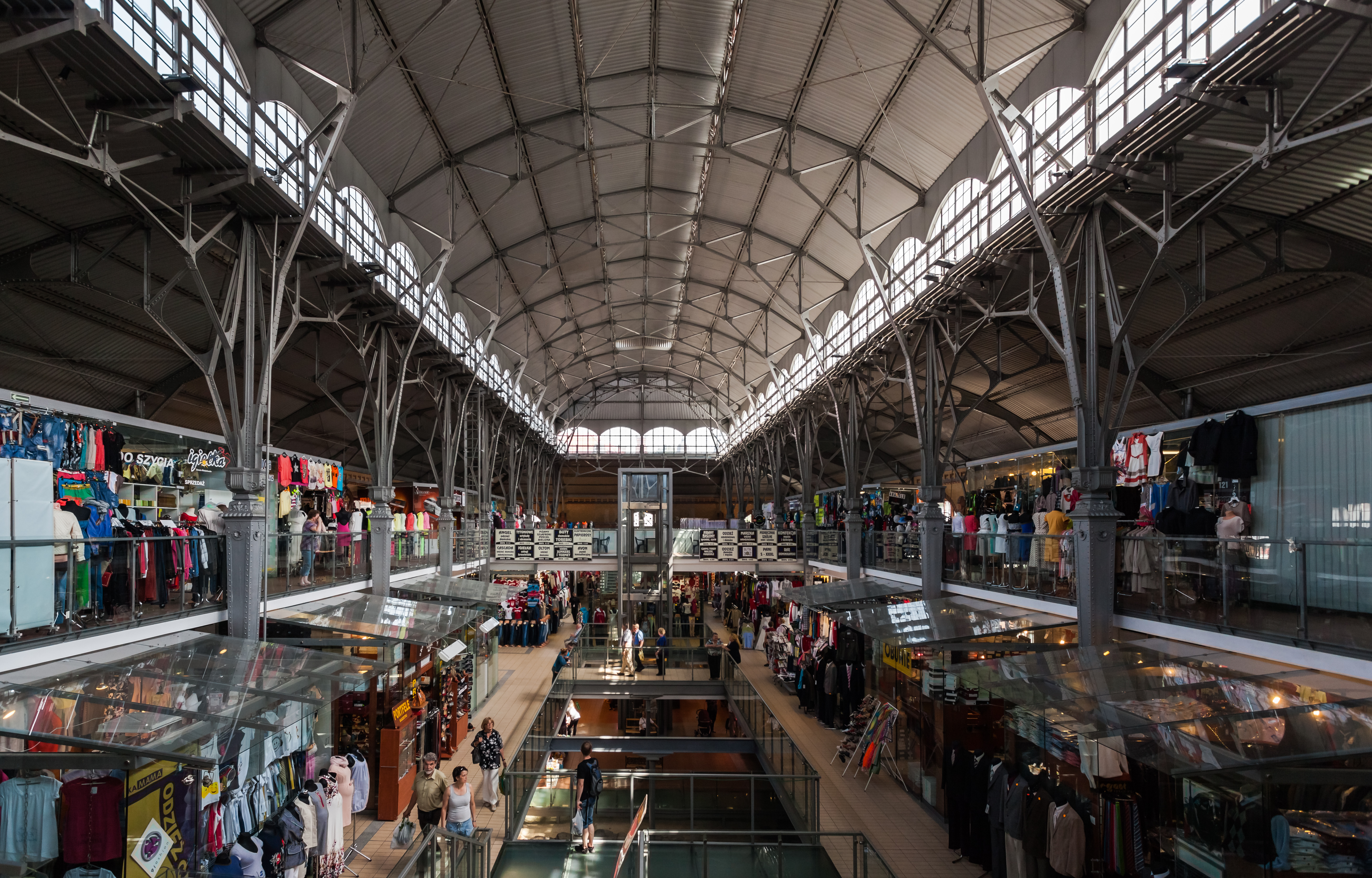
格但斯克的市集

1989年后，波蘭由苏联模式的計劃經濟向市場經濟转型，GDP在1993至2000年间增长较为迅速，但到2001年，由于国內消费投资減少以及全球经济发展放缓影响，波兰经济的增长也开始趨緩。2004年加入欧盟后，经济快速成长。至2021年，波蘭的國內生產總值按国际汇率在歐盟排名第六，按購買力平價则排名第五。波蘭也是歐盟內發展最快的經濟體之一。在全国就业人口当中，61%的就業人口屬於服務業，30%屬於工業和製造業，其餘8%屬於農業部門。儘管波蘭是歐盟單一市場的成員，但該國並未採用歐元作為法定貨幣，而維持自己的貨幣—波蘭茲羅提（zł，PLN）。
波兰经济在中欧经济中占有重要地位，中欧最大的500家公司中，有近40%位于波兰，全球化指数也较高。WIG20指数和WIG30指数分别由其20只和30只成份股的市值计算而来，是反映波兰股市行情的重要指标。根据波兰国家银行的数据，截至2014年底，波兰对外直接投资近3,000亿兹罗提。而据中央统计局估计，2014年，1,437家波兰公司在3,194个外国实体中拥有权益。
波蘭是世界上第20大商品和服務出口國，其最成功的出口產品包括機械、家具、食品、服裝、鞋子、化妝品和電子遊戲。2020年，其出口额占GDP的56%。波兰的银行业也很发达，拥有中欧规模最大的银行业，平均每100,000名成年人拥有32.3个银行分支机构。然而，波蘭的农业依然面临严峻挑战。结构问题、劳动力缺乏以及效率低下的小型农场是问题的关键。「敏感」领域（如煤矿、钢铁、铁路、能源等）的重组与私有化已经开始。
波兰自东欧剧变以来，经过1990年代的发展变迁，特别是在21世纪初的几年里，波兰在欧洲的重要性越来越受到国际重视，甚至有望成为欧盟五巨头之一。波兰拥有中欧最大的银行业，每10万名成年人拥有32.3个分支机构。波兰是欧盟27个成员国中唯一一个在2008年经济大衰退中保持经济增长的国家。2018年9月，波兰失业率仅约5.7%，位居欧盟最低水平。2019年，波兰通过了一项法律，对26岁以下者免征所得税。
波兰的主要贸易伙伴是欧盟国家和俄罗斯，波兰的邻国德国是其最大的进口和出口国，2021年约占波兰出口的28.76%和进口的20.92%。

### 交通与能源

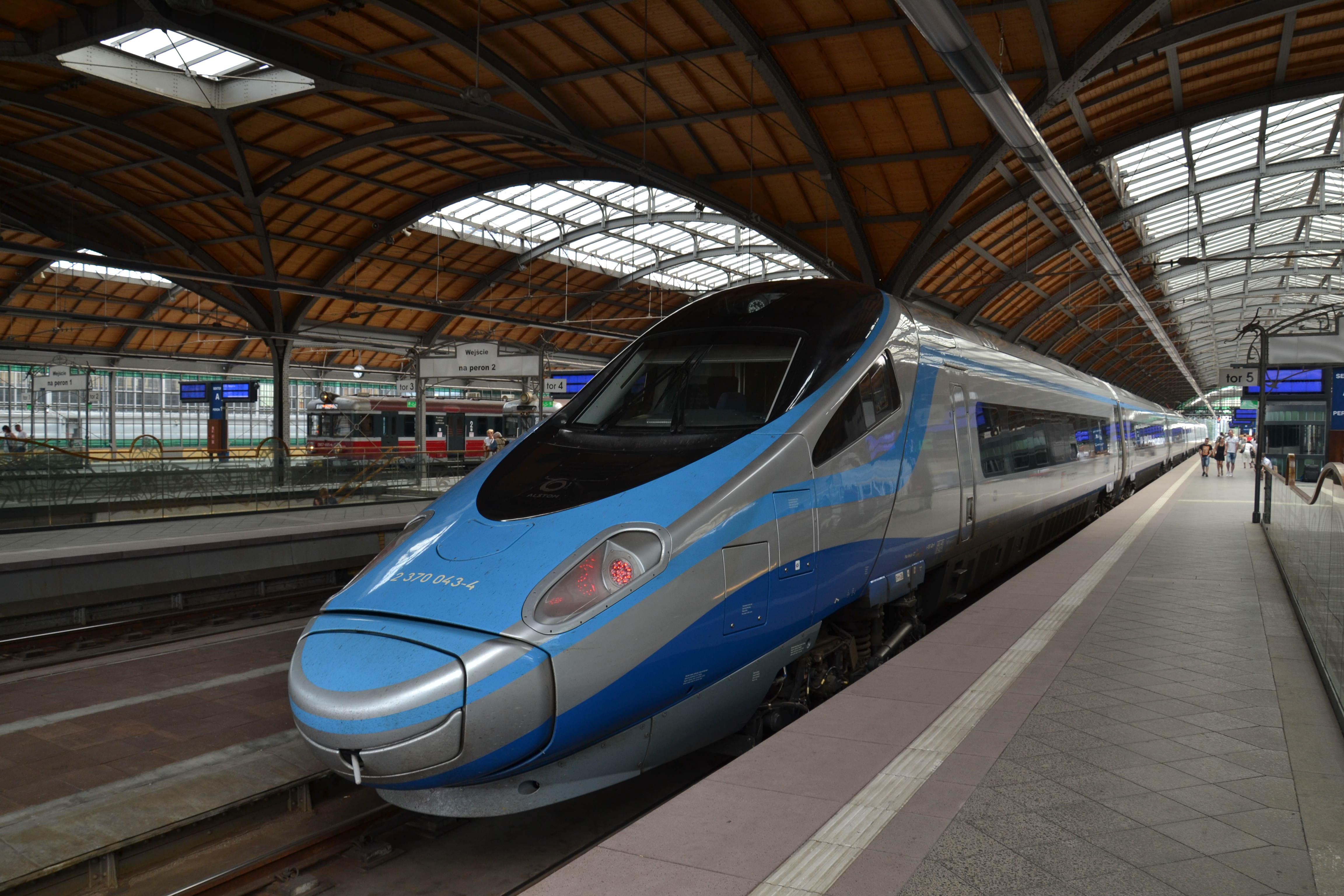
弗罗茨瓦夫火车总站内停靠的Pendolino城际铁路列车

波蘭的交通網由公路、鐵路、空運和水運組成。波兰是申根区的一部分。由於波蘭地處歐洲的十字路口，加上經濟较为發達，使得波蘭成為一個擁有大規模現代交通網的國家，也是欧洲重要的交通枢纽。据统计，2022年初，全国高速公路里程共4,623.3公里。欧洲E40公路等欧洲重要公路途径波兰。此外，波兰所有的地方性道路都受到国家道路重建计划的监督，该计划旨在提高农村和郊区的交通质量。
2018年，波兰铁路里程为18,513公里，位列欧盟第三，仅次于德国和法国，各大城市之間均有鐵路連接。波兰国家铁路是波兰最主要的铁路业者。在加入歐盟之後，波蘭得到歐盟融資，鐵路網開始實現電氣化。2008年，波蘭宣布將導入TGV，實現高速鐵路的計劃。此外，許多波蘭城市都有大眾公共運輸系統。波蘭空運主要用於國際旅行，境内国际机场较多，華沙蕭邦機場是波蘭最大的国际機場，也是LOT波蘭航空的主要枢纽。
波兰的水路运输由内河运输和海路运输组成。内河运输方面，維斯瓦河是波兰最主要的内河航道。海路运输方面，波罗的海沿岸港口密布，主要有希維諾烏伊希切港、波利采港、什切青港、科沃布热格港、格丁尼亞港、格但斯克港等。最大的港口是什切青和格但斯克。其中，格但斯克港是波罗的海沿岸唯一适合停泊远洋船只的港口。
波兰的电力供应主要依靠燃烧化石燃料。由于波兰煤炭资源丰富，是欧洲主要的煤炭出口国之一，因此至今波兰许多发电厂仍然采用燃煤发电。2013年，波兰在全球能源可持续性指数中排名第48。波兰三大煤矿公司每年开采约1亿吨煤炭。

### 科技
在世界歷史的发展進程中，波蘭人民为科學、技術和數學等領域的发展与进步做出了巨大貢獻。波蘭数学家、天文学家尼古拉·哥白尼提出日心说模型，认为太陽是宇宙的中心，从而实现了天文学的根本变革。他还推导出了货币量化理论，使他成为经济学的先驱人物之一。哥白尼的成就和发现被认为是波兰文化及其认同的基础。2021年全球创新指数排名中，波兰位居第40名。
波兰的高等教育、技术、医疗和经济机构雇佣了数万名研究人员和工作人员，国内有数百家科研院所。然而，在19世纪和20世纪，由于政治局势等原因，许多波兰科学家在国外进行科研工作，其中最著名者为物理學家及化學家瑪麗亞·斯克沃多夫斯卡-居禮。作为世界放射性研究的先驅者以及首位獲得諾貝爾獎的女性，她一生中大部分时间居住在法国。1925年，她主持成立了波兰镭研究所。現今的波蘭，是中東歐最大的研發中心。
20世纪上半叶，波兰数学蓬勃发展，形成了利沃夫学派（著名成员有斯特凡·巴拿赫、斯塔尼斯拉夫·乌拉姆等）、华沙学派（著名成员有阿尔弗雷德·塔斯基、瓦茨瓦夫·谢尔宾斯基等）等重要数学学派。20世纪30年代，马里安·雷耶夫斯基率先对恩尼格玛进行了系统性的研究和破译，为后来盟军战胜纳粹德国作出了巨大贡献。

### 旅遊

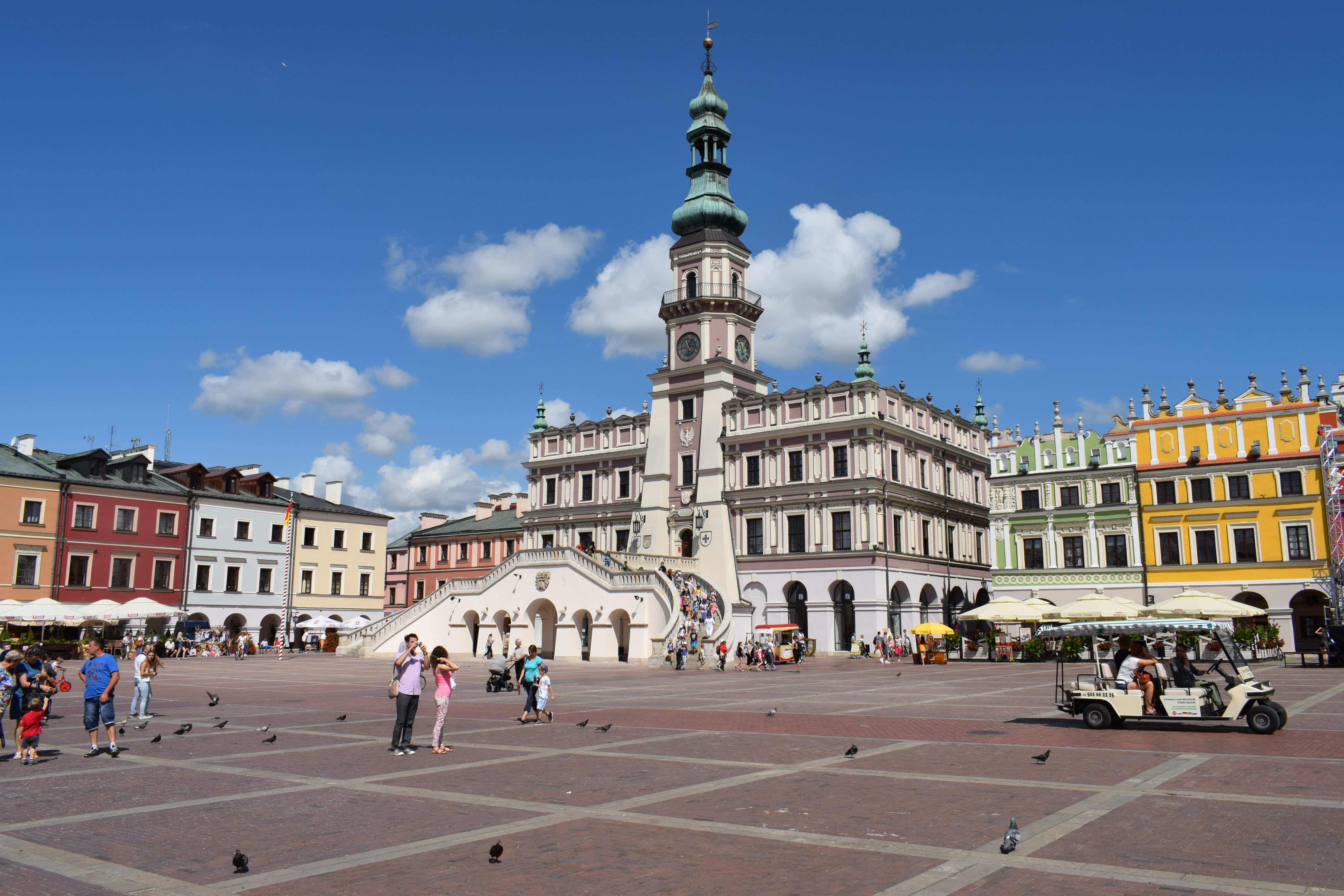
扎莫希奇古城

波蘭為中歐的新興旅遊目的地，自2004年加入歐盟後，遊客人數大幅增加。2019年，到访波兰的国际游客有近2,100万人次。旅游业对波兰整体经济的贡献很大，在其服务业当中占较大比例。。
波兰旅游资源丰富，类型多种多样。波兰的故都克拉科夫是国内游客访问量最大的城市，市内遍布波兰黄金时代和文艺复兴时期的遗迹，其中瓦維爾城堡曾长期是波兰王室的住所，也是波兰的国家象征之一。弗罗茨瓦夫是波兰最古老的城市之一，其小矮人雕像、百年廳和中央集市广场等景点较著名。华沙是波兰的首都，其老城曾在二战中被完全摧毁，战后得到精心重建，是波兰民族精神的象征之一，而科學文化宮则是人民共和国时期的象征。其他著名城市还有格但斯克、波茲南、卢布林、托伦、什切青等。奥斯威辛集中营是二战纳粹德国法西斯暴行的见证。维利奇卡盐矿始建于13世纪，内有迷宫般的隧道、地下湖泊和矿工用地下岩盐雕刻而成的小教堂。波兰境内有超过100座城堡，大多集中于下西里西亚省，集中分布于鹰巢之路。波兰北部马尔堡的条顿骑士团堡马尔堡城堡是世界上最大的城堡。其他著名人文旅游景点还有扎莫希奇古城、亚沃尔和希维德尼察的和平教堂、小波兰南部的木结构教堂、马斯科夫公园等。
在自然旅游资源方面，波兰的自然景观繁多，主要的旅游景观有波罗的海沿岸海滩、馬祖里亞湖区、比亞沃維耶扎原始森林、克尔科诺谢山、斯托沃维山脉、塔特拉山脉、皮耶尼內山脈、別什恰迪山脈等。此外，波兰的滑雪、帆船、登山等户外运动也颇为流行。

## 人口

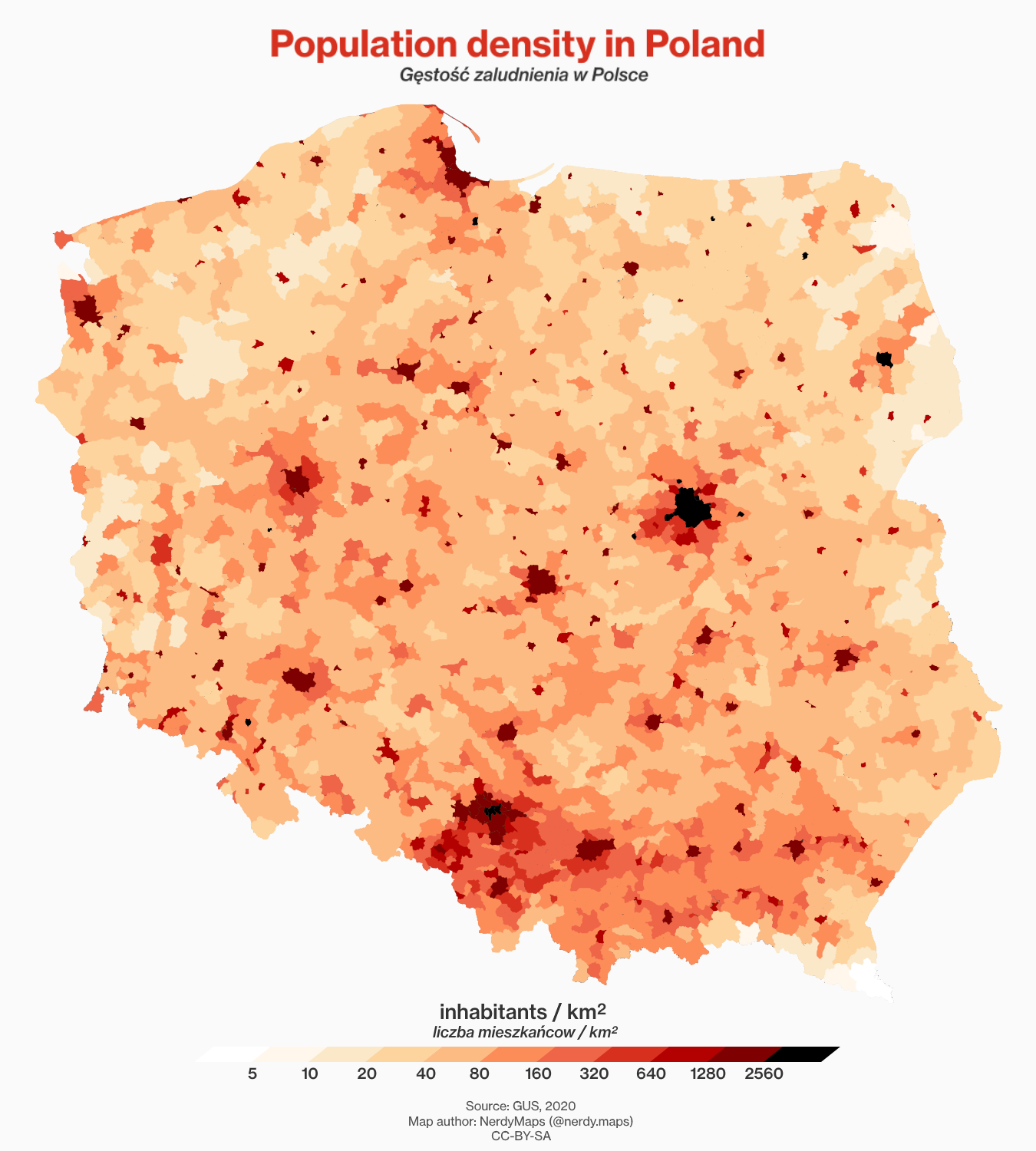
波蘭人口密度圖（2019）

根据2021年统计数据，波兰的人口为3,820万人，名列欧洲第9位、欧盟第5位，人口密度为每平方公里122人。2019年，波兰的总和生育率仅为1.42，是世界上生育率最低的国家之一。此外，波兰深受人口老龄化问题的困扰，国民年龄中位数约为42岁。
在全国3,820万人口当中，约60%在城市或城镇定居，40%在乡村定居。2020年，50.2%的波兰人居住在单户住宅，44.3%居住在公寓。马佐夫舍省是波兰人口最多的省份，而华沙则是全国最大的城市，人口多达180万人，若计入都会区则多达230万人。卡托維茲城市群是波兰最大的都市连绵区，人口介于270万人和530万人之间。 波兰南部的人口密度较高，主要集中在弗罗茨瓦夫和克拉科夫之间。
第二次世界大战以前，波兰曾经是一个多民族国家，但二战前后的移民潮使波兰逐渐转变为一个单一种族国家。根据2011年波兰人口普查结果，37,310,341人登记为波兰人，846,719人登记为西里西亞人，232,547人登记为卡舒比人，147,814人登记为德意志人，其他民族有163,363人（0.41%），另有521,470人（1.35%）未登记自己的民族身份。官方人口统计数据不包括没有永久居留许可或波兰人证明的移民工人。2017年，超过170万乌克兰公民在波兰合法工作。波兰的外来移民人数稳步上升，仅2021年，波兰政府就批准了504,172个外国人工作许可。

| 波兰最大城市排名 2020年波兰中央统计局人口报告 | 波兰最大城市排名 2020年波兰中央统计局人口报告 | 波兰最大城市排名 2020年波兰中央统计局人口报告 | 波兰最大城市排名 2020年波兰中央统计局人口报告 | 波兰最大城市排名 2020年波兰中央统计局人口报告 | 波兰最大城市排名 2020年波兰中央统计局人口报告 | 波兰最大城市排名 2020年波兰中央统计局人口报告 | 波兰最大城市排名 2020年波兰中央统计局人口报告 | 波兰最大城市排名 2020年波兰中央统计局人口报告 | 波兰最大城市排名 2020年波兰中央统计局人口报告 |
|                                               | 排名                                          | 名称                                          | 省份                                          | 人口                                          | 排名                                          | 名称                                          | 省份                                          | 人口                                          |                                               |
| --------------------------------------------- | --------------------------------------------- | --------------------------------------------- | --------------------------------------------- | --------------------------------------------- | --------------------------------------------- | --------------------------------------------- | --------------------------------------------- | --------------------------------------------- | --------------------------------------------- |
| 华沙 克拉科夫                                 | 1                                             | 华沙                                          | 马佐夫舍省                                    | 1,793,579                                     | 11                                            | 卡托维兹                                      | 西里西亚省                                    | 291,774                                       | 罗兹 弗罗茨瓦夫                               |
| 华沙 克拉科夫                                 | 2                                             | 克拉科夫                                      | 小波兰省                                      | 780,981                                       | 12                                            | 格丁尼亚                                      | 滨海省                                        | 245,867                                       | 罗兹 弗罗茨瓦夫                               |
| 华沙 克拉科夫                                 | 3                                             | 罗兹                                          | 罗兹省                                        | 677,286                                       | 13                                            | 琴斯托霍瓦                                    | 西里西亚省                                    | 219,278                                       | 罗兹 弗罗茨瓦夫                               |
| 华沙 克拉科夫                                 | 4                                             | 弗罗茨瓦夫                                    | 下西里西亚省                                  | 643,782                                       | 14                                            | 拉多姆                                        | 马佐夫舍省                                    | 210,532                                       | 罗兹 弗罗茨瓦夫                               |
| 华沙 克拉科夫                                 | 5                                             | 波茲南                                        | 大波兰省                                      | 533,830                                       | 15                                            | 托伦                                          | 庫亞維濱海省                                  | 201,106                                       | 罗兹 弗罗茨瓦夫                               |
| 华沙 克拉科夫                                 | 6                                             | 格但斯克                                      | 滨海省                                        | 471,525                                       | 16                                            | 索斯诺维茨                                    | 西里西亚省                                    | 198,996                                       | 罗兹 弗罗茨瓦夫                               |
| 华沙 克拉科夫                                 | 7                                             | 什切青                                        | 西濱海省                                      | 400,990                                       | 17                                            | 热舒夫                                        | 喀尔巴阡山省                                  | 196,821                                       | 罗兹 弗罗茨瓦夫                               |
| 华沙 克拉科夫                                 | 8                                             | 比得哥什                                      | 庫亞維濱海省                                  | 346,739                                       | 18                                            | 凯尔采                                        | 圣十字省                                      | 194,218                                       | 罗兹 弗罗茨瓦夫                               |
| 华沙 克拉科夫                                 | 9                                             | 卢布林                                        | 卢布林省                                      | 339,547                                       | 19                                            | 格利维采                                      | 西里西亚省                                    | 178,186                                       | 罗兹 弗罗茨瓦夫                               |
| 华沙 克拉科夫                                 | 10                                            | 比亚韦斯托克                                  | 波德拉谢省                                    | 297,585                                       | 20                                            | 奥尔什丁                                      | 瓦尔米亚-马祖里省                             | 171,853                                       | 罗兹 弗罗茨瓦夫                               |

### 語言

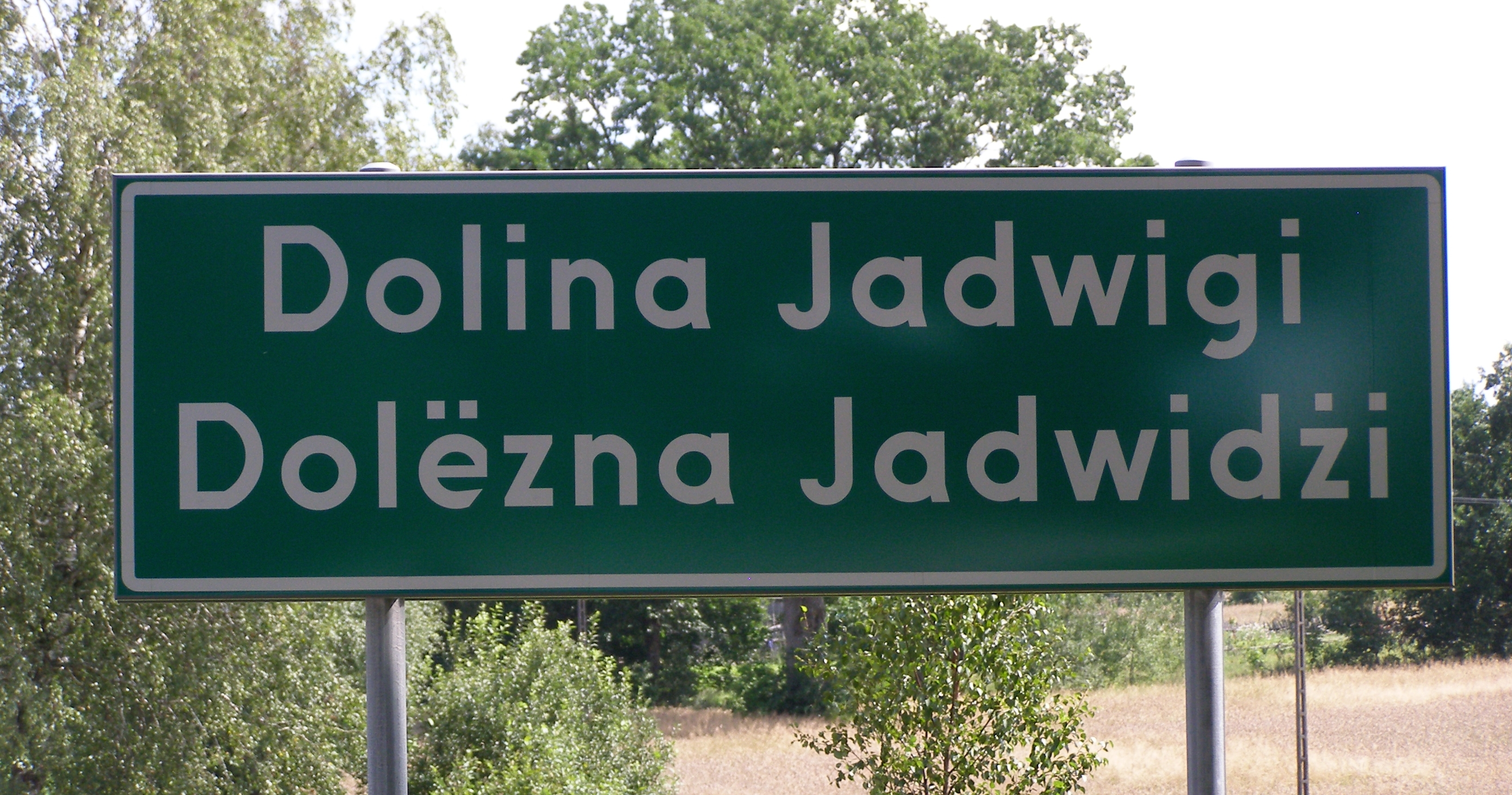
一个波兰语-卡舒比语双语路标

波兰的官方语言是波兰语，近97%的民眾將波蘭語視為母語，使波蘭成為講官方語言人數比例最高的歐洲國家。波兰语也是欧盟的工作语言之一。由于立陶宛有一定数量的波兰人，因此波兰语也是立陶宛部分地区的第二语言，在当地的波兰学校也有教学。波兰有15种语言具有少數民族語言地位，分别为卡舒比语、亚美尼亚语、白俄罗斯语、捷克语、德语、希伯来语、卡拉伊姆語、立陶宛语、俄语、斯洛伐克语、塔塔尔语、乌克兰语、意第绪语、罗姆语、卢森尼亚语。其中，卡舒比语也是唯一一种受国家承认的地方语言，卡舒比亞和波美拉尼亞地区有约100,000人以卡舒比语为母语。波兰政府也允许双语城市使用第二行政语言或辅助语言，因此在这些地区，双语路标很常见。根据公众意见研究中心2015年的数据，约有32%的波兰公民掌握英语。

### 宗教
| 波蘭的宗教（2021年）     | 波蘭的宗教（2021年）     | 波蘭的宗教（2021年） | 波蘭的宗教（2021年） | 波蘭的宗教（2021年） |
| ------------------------ | ------------------------ | -------------------- | -------------------- | -------------------- |
|                          |                          |                      |                      |                      |
| 天主教                   | 天主教                   |                      | 71.3%                | 71.3%                |
| 其他基督教教派及其他宗教 | 其他基督教教派及其他宗教 |                      | 1.2%                 | 1.2%                 |
| 未回答                   | 未回答                   |                      | 20.6%                | 20.6%                |
| 無信仰                   | 無信仰                   |                      | 6.9%                 | 6.9%                 |
| 2021年統計               |                          |                      |                      |                      |

波兰71.3%的人口信奉天主教（以拉丁禮教會為主），其余人口大多信奉东正教或新教，無信仰者只占全国人口的约6.9%。。虽然现在的波兰人已不特别重視宗教文化传统，已經很少有人依然忠實虔诚的遵守天主教的传统习俗，但总体上，波兰是今日欧洲少數对宗教信仰仍然保持相当虔诚的国家，天主教備受视为国家认同的一部分，境內大小教堂林立，宗教气氛浓郁，38%的波兰人每周去教堂做弥撒，61.6%的波兰人认为宗教在生活中占有重要地位。前教宗若望·保祿二世作为第一位波兰出身的教宗，在波兰境内享有极高的威望。光明山修道院位于琴斯托霍瓦，是波兰最重要的宗教场所，敬禮黑色圣母，每年都会举办朝聖活动。
《波兰宪法》保证了公民的宗教自由，宗教协定则保证了公立学校内的宗教教学。历史上，波兰立陶宛联邦曾有着高度的宗教宽容，并为因受到宗教迫害而被迫逃离欧洲其他地区的难民提供庇护。波兰也曾经是世界上最大的犹太人聚居地之一以及阿什肯納茲猶太人的文化中心，但犹太人大屠杀永久地终结了这一地位。
当代波兰的宗教少数群体有波蘭正教會、信義宗、基督復臨安息日會、五旬節運動、耶和華見證人、東儀天主教會、犹太人、穆斯林、新异教运动等。

### 健康
波兰有公立、私立两套医疗系统，其中，公立医院隶属于卫生部，其负责对国内医疗行为的行政监督和审查。超过50%的波兰人同时使用公立和私立医疗服务。波兰拥有完善的全民医疗保健系统，国家健康基金的一般健康保险计划涵盖范围内的所有公民都可以享受国家医疗补助。
根據2020年人類發展報告，波蘭人的平均預期壽命為79歲（男性為75歲，女性為83歲），比欧盟国家的平均寿命略低，但遠高於世界平均。該國也有較低的嬰兒死亡率（每1,000名新生兒中有4名）。在波兰，最常见的死亡原因是心血管疾病(46%)、癌症(25.3%)、伤害、中毒和事故(6.2%)。2019年，波蘭是第15大藥物和醫藥產品進口國。

### 教育

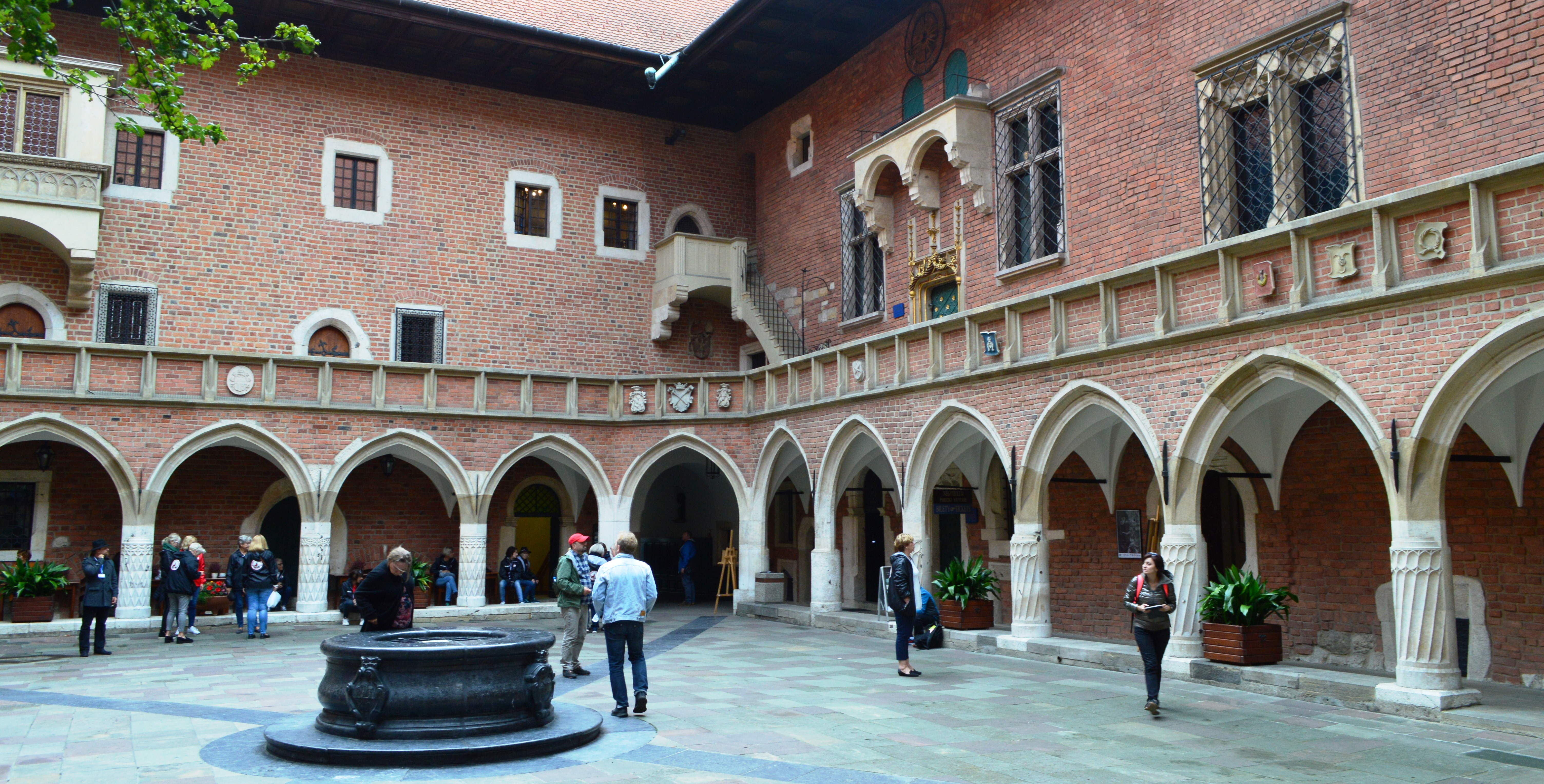
雅蓋隆大學

由卡西米爾三世於1364年在克拉科夫創立的雅蓋隆大學是波蘭第一所高等學府，也是世界上仍在繼續運營的最古老的大學之一。波蘭國民教育委員會成立於1773年，是世界上第一個國家教育部。
小学、中学和高等教育的课程纲要由教育部制定。幼儿园对3岁以上儿童实施学前教育；基础学校学制共8年，对7岁～15岁儿童实施义务教育；中学教育分为四年制高中、五年制技术学校以及各种职业学校等，学生就读于何种中学取决于其个人意愿。高中和技术学校的学生需要参加结业考试，只有通过者才有资格进入大学或其他高等教育机构学习。
波兰有超过500家高等教育机构，涵盖了各大主要学科门类。著名的高等学府有雅盖隆大学、华沙大学、亞當密坎凱維奇大學、弗羅茨瓦夫大學、华沙理工大学、格但斯克理工大学等。2018年，由经济合作与发展组织筹划的国际学生能力评估计划测试表明，波兰的教育水平高于经合组织平均水平，波兰学生的学业成绩也优于大多数经合组织国家。

## 文化
波蘭文化和其千年的複雜歷史緊密相連，也是西方文化的重要组成部分。波蘭地處歐洲中心，文化也是歐洲各地文化合流的結果。波蘭文化淵源開始於早期斯拉夫人，但波蘭文化一直深受德國文化、拉丁文化和拜占庭文化的影響，並且許多少數族裔也曾居住于波蘭，並對波蘭文化產生影響。波兰人自豪于自身的民族身份，其民族认同通常与红、白两色相关联。带有皇冠的白尾鹰是波兰的国家象征之一，经常出现在服装和徽章上。波兰古建筑众多，重要的古建筑受到国家文化遗产研究院的保护。列入历史古迹名录的遗迹达100多个，其中有17个获联合国教科文组织列入世界遗产名录。

### 节日与传统

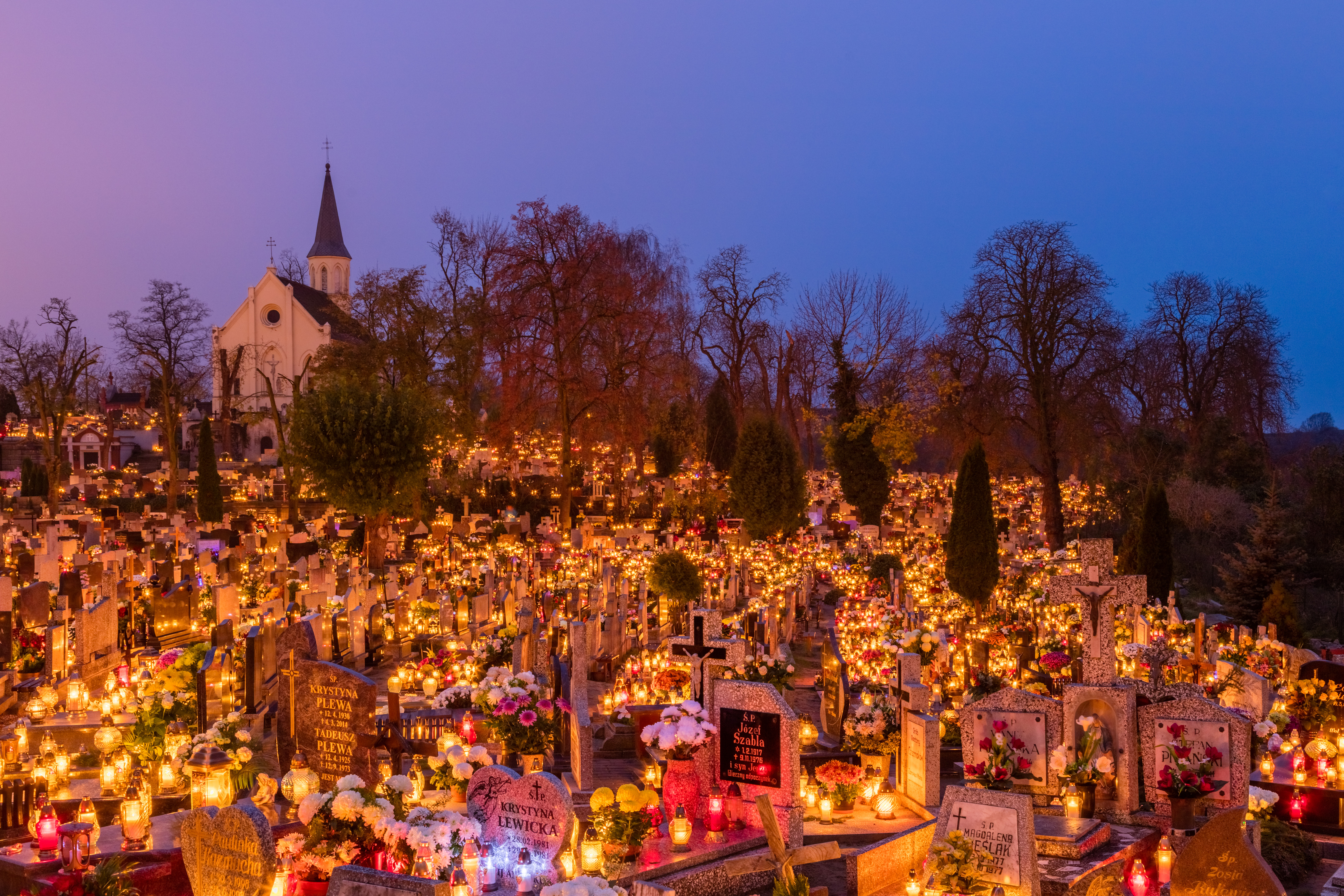
每年11月1日的諸聖節是波兰最重要的节日之一

波兰的国定假日与节日有元旦（1月1日）、主顯節（1月6日）、復活節（每年春分月圆之后第一个星期日）及其后第一个星期一、劳动节（5月1日）、宪法日（5月3日）、五旬節（复活节后第50天）、基督聖體聖血節（天主圣三节之后的星期四）、圣母升天节（8月15日）、諸聖節（11月1日）、國家獨立日（11月11日）、圣诞节（12月25日至26日）等。
波兰有其独特的传统和习俗。尽管平安夜并不属于国定假日，但它仍然是波兰最重要的节日之一。每年12月24日，波兰家家户户都要装饰圣诞树，将干草放在桌布下，以模仿耶稣出生时的马槽，并将特制的威化饼分享给客人。当夜晚第一颗星星出现之前，需要准备好十二道素菜作为晚餐，同时一般要留一个空盘子和空座位，以迎接不速之客的到来。有时，颂歌者会带着“图龙”（波兰传说中的生物形象）在小城镇间旅行，直到大斋期。
每逢肥胖星期四（复活节之前52天），民众都会上街购买甜甜圈和其他糕点。在復活節，人们制作彩蛋后，将其放入装饰好且经神父祝福的篮子里；第二天，传统上年轻人之间要互相泼水。而在諸聖節，人们则会前往祖先的墓地，并清洁墓碑、点燃蜡烛，以纪念死者。

### 藝術

《抱银貂的女子》

波兰的艺术深受西方艺术的影响，题材主要有民间传说、天主教、历史和现实主义等，但也有印象派和浪漫主义的作品。19世纪后期，青年波兰美术运动开始崛起，其促进了波兰颓废主义、象征主义和新艺术运动的发展。自20世纪以来，波兰纪实艺术和摄影也享誉全球。此外，20世纪50年代以来，由于当时的政府对艺术创作的限制较宽松，波蘭的海報艺术也开始崛起，在首都華沙設有世界上第一所海報博物館。至今，波蘭所出產的電影海報仍然備受關注，獲譽為「巧用抽象構圖和大膽用色，脫離了西方的藝術軌跡」。波兰境内最杰出的画作是列奥纳多·达·芬奇的《抱銀貂的女子》，自从1798年该画作流入波兰以来，它对波兰的文化遗产和民族认同产生了深远的影响。
波兰有很多享誉世界的艺术家，典型的有扬·马泰伊科、雅切克·马尔切夫斯基、斯坦尼斯拉夫·维斯皮安斯基、亨利克·西米拉兹基、塔瑪拉·德·藍碧嘉、濟斯瓦夫·貝克辛斯基等。此外，波兰的艺术、构成主义、極簡主義、当代艺术等也有一定水平，较有代表性的艺术家有卡塔日娜·科布罗、弗拉迪斯瓦夫·斯特泽敏斯基、玛格达莲娜·阿巴卡诺维奇、阿丽娜·萨波奇尼科夫、伊戈尔·米托拉伊、威廉·萨斯纳尔等。

### 音樂
波蘭是著名作曲家和鋼琴家弗雷德里克·蕭邦的出生地。在華沙舉辦、五年一度的蕭邦國際鋼琴大賽是音樂界的一大盛事，获誉为世界最具权威的钢琴比赛之一。其他著名的波蘭音樂家包括阿图尔·鲁宾斯坦、伊格纳奇·扬·帕德雷夫斯基、克里斯托弗·潘德列茨基、亨里克·维尼亚夫斯基等。此外，波兰还有为数众多的民间音乐家，并产生了自己独有的音乐流派。
波兰音乐的起源可以追溯到13世纪。在舊松奇发现的与聖母院樂派相关的复调作品的手稿是波兰最早的音乐作品之一，而第一位有记载的波兰作曲家拉多姆的米科瓦伊则生活在15世纪早期。16世纪晚期，意大利人狄奥墨得斯·卡托迁居克拉科夫，成为齐格蒙特三世的宫廷鲁特琴演奏家。他将南欧的音乐风格和波兰本土的民间音乐相融合，推动了波兰音乐的发展。
17至18世纪，巴洛克音乐成为波兰音乐的主流，当时波兰作曲家创作出的协奏曲和奏鸣曲多属于此种类型。18世纪末，波兰古典音乐演变成波兰舞曲等形式。1794年，沃伊切赫·博古斯瓦夫斯基创作出的波兰第一部民族歌剧《克拉科夫人和高地人》首演，是波兰音乐史和戏剧史上的一件大事。
当代波兰的音乐氛围浓厚，爵士乐和重金属音乐广受欢迎。克日什托夫·科梅达等波兰爵士音乐家创造了一种独特的音乐风格，其在1960和1970年代最为流行，并一直流行至今。波兰也举办众多大型音乐节，主要有露天音樂節、奥波莱音乐节和索波特音乐节等。

### 建筑
作为欧洲建筑的一部分，波兰的建筑深受意大利、德国、低地国家等地区建筑风格的影响。波兰的诸多城镇都是依据《马格德堡法律》而建立，典型特征是围绕中心市场发展，周围环绕着网格或放射状的街道网络，从而形成老城区。波兰的传统城市景观以华丽的教堂、住宅和市政厅为特色。纺织会馆也曾经是波兰城市的特色建筑之一。而在多山的南部，当地人民则因地制宜，发展出了扎科帕内建筑风格。
波兰最早的建筑风格是罗曼式建筑，出现于约11世纪，以巨筒为最大特点。在今天的波兰，罗曼式建筑比较稀少。进入13世纪，砖砌哥特式建筑开始出现，并成为波兰中世纪建筑的代表性风格。马尔堡城堡、利茲巴克城堡、格涅夫城堡等城堡以及格涅兹诺、格但斯克、弗罗茨瓦夫、弗龙堡、克拉科夫等地的主教座堂，都是砖砌哥特式风格的代表作。进入16世纪，文艺复兴的大潮使意大利风格的庭院和宫殿在波兰蔚然成风。随后，風格主義建筑开始兴起，尤以波茲南、卢布林、扎莫希奇等地为盛。其以带有尖顶和拱廊、凉廊的装饰性阁楼为主要特征。17至19世纪，波兰的国王和贵族常常斥重金聘请外国工匠，建造巴洛克、新古典主义、复兴式等风格的宫殿。
波兰民间建筑以木材、红砖等为主要建筑材料，加固教堂的观念很普遍。在今天的波兰，一些地区依然存在传统风格的庄园、农舍、粮仓、磨坊、客栈等世俗建筑。20世纪早期至中叶，随着城市化的大举推进以及功能主義建築的发展，很多传统建筑方法逐渐失传。

### 文學
波兰的文学作品以爱国主义、灵性、社会寓言和道德叙事等为主要题材。波兰最早的文学作品可以追溯到12世纪，当时的主要文学语言是拉丁语。《亨利科夫之书》中记载了目前最早的波兰语文本，已获列入《世界记忆名录》。现存最古老的古代波兰语散文手稿是《圣十字布道》和《索菲亚王后圣经》，《克拉科夫日历》则是波兰现存最古老的印刷品。
揚·科哈諾夫斯基和米科瓦伊·芮伊是文艺复兴时期第一批用波兰语写作的作家。这一时期的主要作家有扬·丹蒂泽克、安爵·佛利區·莫德爵夫斯基、瓦日涅茨·戈斯利奇、马切伊·萨比夫斯基、扬·瓦斯基等。在巴洛克时代，耶稣会哲学和波兰本土文化极大地影响了当时的文学风格，代表作家有扬·帕塞克、扬·安德烈·莫什丁等。进入啟蒙時代，剧作家伊格纳西·克拉西奇创作了第一部波兰语小说。19世纪，波兰浪漫主义文学开始发展，以尤利烏什·斯沃瓦茨基、齊格蒙特·克拉辛斯基、亚当·密茨凯维奇等“三大诗人”为代表，其中密茨凯维奇创作的史诗《塔德伍施先生》为波兰文学的一大经典巨作。19世纪末至20世纪初，约瑟夫·康拉德用英语创作了诸多优秀的表现主义和早期现代主义文学作品，使他成为有史以来最杰出的小说家之一。
当代波兰文学类型多种多样，其中奇幻文學尤为著名。的科幻小说《索拉里斯星》以及的系列奇幻小说在国际上广受赞誉。有六位波蘭人曾獲得諾貝爾文學獎，分別是1905年獲獎的亨利克·顯克微支、1924年的瓦迪斯瓦夫·雷蒙特、1978年的艾薩克·巴什維斯·辛格（波蘭猶太裔美國人）、1980年的切斯瓦夫·米沃什和1996年獲獎的維斯拉瓦·辛波絲卡、2018年的奧爾嘉·朵卡萩。

### 飲食

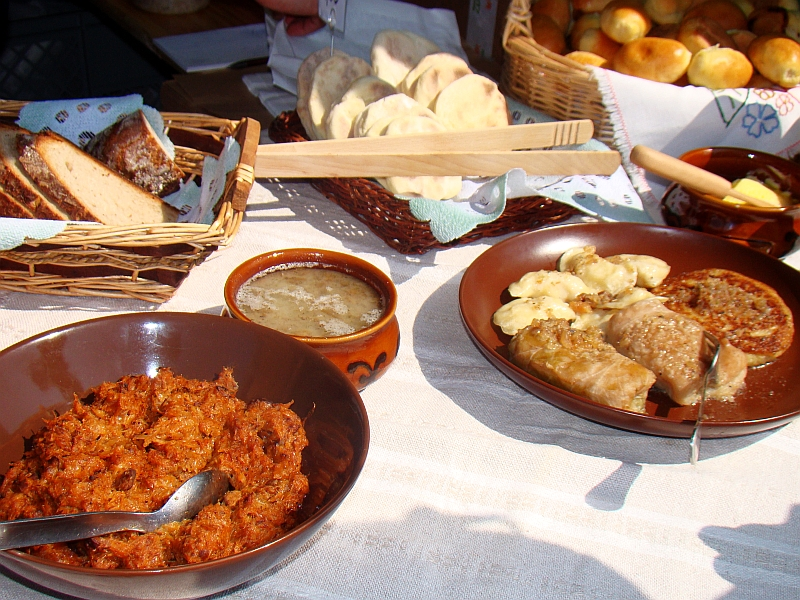
传统波兰饮食

由於波蘭歷史的多元變化，食物烹調方式不拘一格，與周邊國家菜系有許多融合之處。波蘭飲食和其他斯拉夫國家的飲食文化相似，特別是與捷克、斯洛伐克、白俄羅斯、烏克蘭和俄羅斯的菜餚。波蘭飲食也受到中歐飲食的影響，包括德國、奧地利和匈牙利。此外，波蘭飲食也受到猶太人、法國、土耳其和義大利的影響。在其他文化中，波蘭風格的烹飪通常稱為 à la polonaise，著名菜餚有：波蘭餃子、比哥斯、波蘭披薩、波蘭炸豬排以及波蘭酸湯等。
波蘭菜通常富含肉類，包括豬肉、雞肉和牛肉，搭配冬季酸白菜和香料，也使用了大量的奶油和雞蛋，主菜通常包括肉類，如烤肉、雞肉或炸豬排，還有蔬菜、配菜和沙拉，沙拉包括波蘭酸菜及 surówka（切碎的胡蘿蔔、芹菜、烤甜菜根，加入檸檬和糖）。配菜通常是馬鈴薯、米飯或穀類。另外搭配各種麵條，包含kluski、kasha 等穀物，也搭配由發酵小麥麵團製成的貝果（起源於波蘭猶太人）。 用餐結束前會端上波蘭式甜點，例如 sernik（芝士蛋糕）、makowiec（罌粟麵包卷）或 napoleonka（波蘭奶油派）。節日大餐很豐盛，例如無肉的平安夜晚餐（Wigilia）或復活節早餐等，經常需要耗費數日才能準備完成。
傳統的酒精飲料包括蜂蜜酒、啤酒、葡萄酒和伏特加。波蘭是世界歷史最早提及伏特加的民族， 伏特加自 13 世紀以來就廣為流傳，但目前啤酒和葡萄酒在波蘭更受歡迎。 咖啡自 18 世紀以來就廣為飲用， 19 世紀以來，茶在波蘭社會非常普遍。 
牛奶吧（波蘭語：Bar mleczny）是波蘭一種特別的快餐店形式，在兩次世界大戰期間和後來的社會主義時期開始流行。牛奶吧的經營方式與今天的餐館類似，提供價格低廉的波蘭傳統料理為其特色。由於快餐連鎖店的普及，酪乳、酸奶、克非爾及軟性飲料也受到歡迎。 

### 时尚
在化妆品的发展史上，波兰人做出了较大贡献。赫莲娜·鲁宾斯坦和马克西米利安·法克托罗维茨先后从波兰移居美国，建立了自己的化妆品公司。法克托罗维茨创造了指代化妆品的“Make-up”一词，并因发明现代假睫毛而受到赞誉。根据2020年数据，波兰是欧洲第五大化妆品市场。英格洛化妆品是波兰最大的化妆品公司，Reserved则是全国最大的服装连锁店。
历史上，时尚一直是波兰文化及民族意识的重要组成部分。16世纪起，波兰形成了独特的萨尔马提亚主义生活方式。同时，波兰的服饰传入凡尔赛宫，影响了法国的服饰文化。此外，波兰的家具文化也影响了法国，洛可可式天篷床在法国贵族当中成为时尚。18世纪以后，萨尔马提亚主义走向衰落。

### 电影

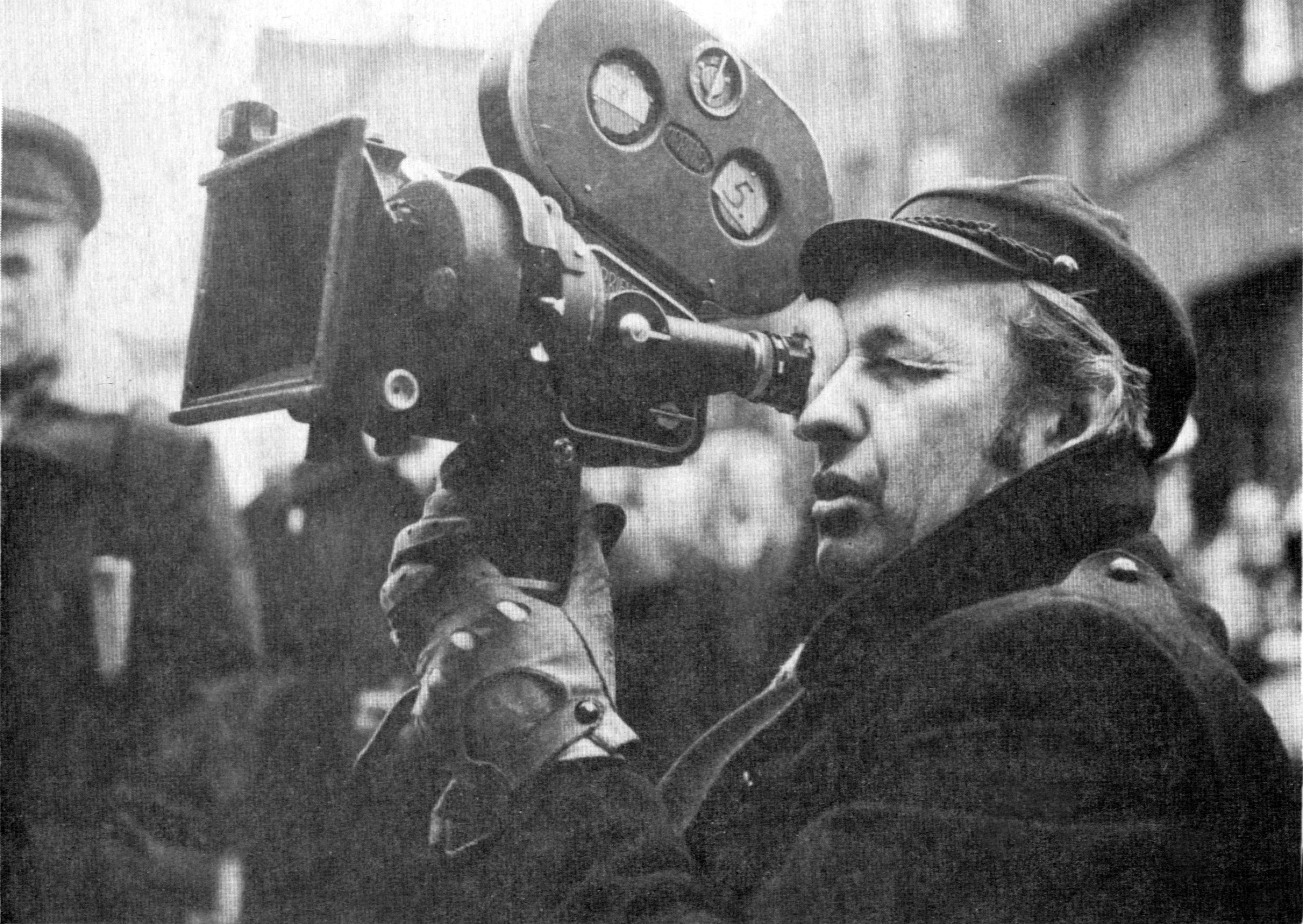
安杰依·瓦伊达

波兰电影的起源可以追溯到1894年卡齐米日·普罗申斯基发明的早期电影摄影机。1897年，扬·斯泽帕尼克制造出了早期的图像声音传输设备。波兰涌现出了很多优秀的导演、制片人和演员，如羅曼·波蘭斯基、波拉·内格里、塞缪尔·戈德温、华纳兄弟、马克斯·弗莱舍、阿格涅絲卡·霍蘭、克日什托夫·扎努西、克日什托夫·基耶斯洛夫斯基等。
波兰电影普遍探讨的主题包括历史、剧情、战争、文化、黑色电影等。21世纪以来，共有2部波兰电影获得奥斯卡金像奖，分别是羅曼·波蘭斯基导演的（2002年上映）及导演的（2013年上映）。

### 媒体

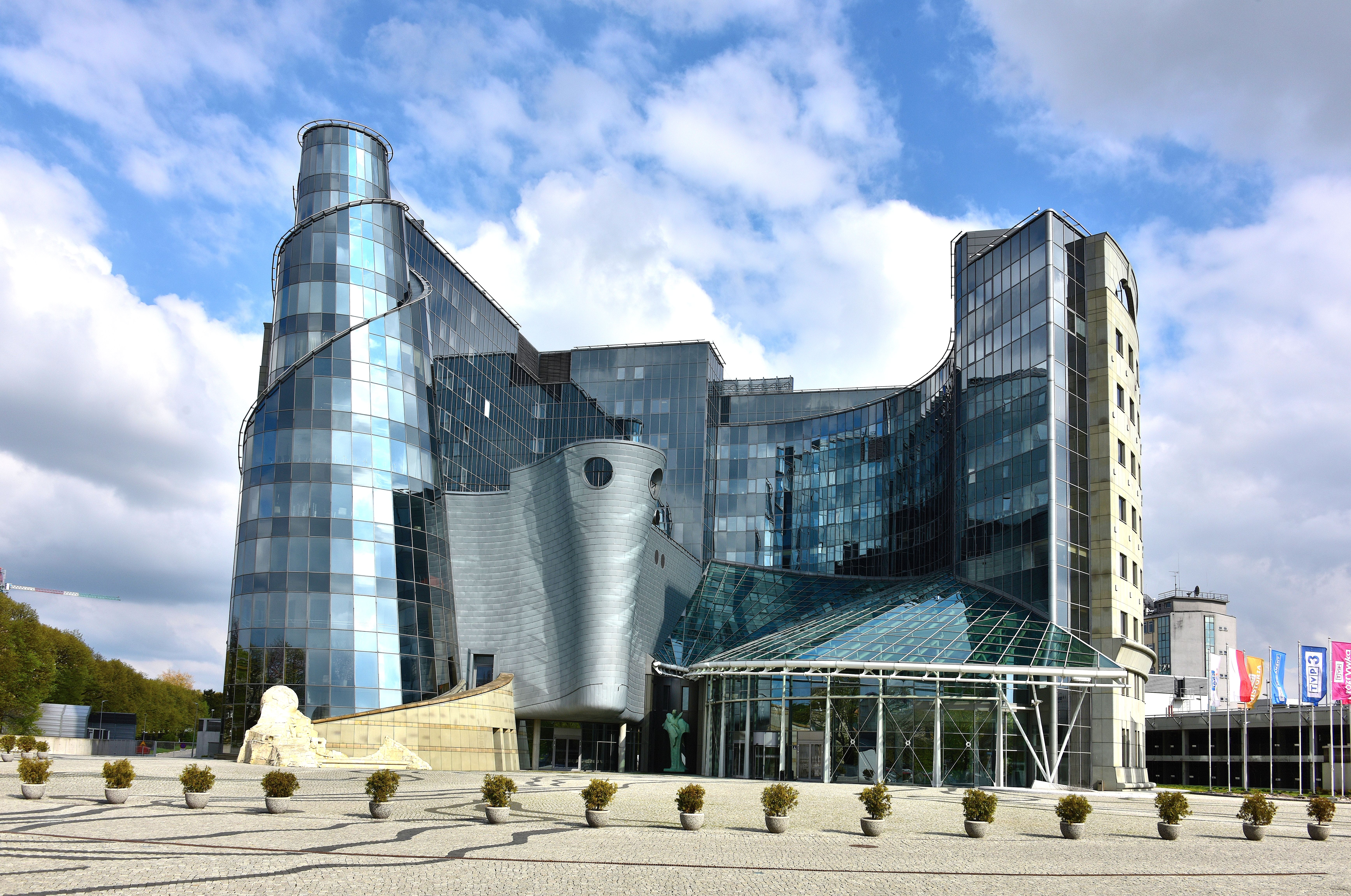
波兰电视台华沙总部

根据歐洲晴雨表2015年的报告，78%的波兰人有每天收看电视的习惯。2020年，波兰全国79%的人口每天阅读新闻两次以上，仅次于瑞典。波兰拥有多家媒体机构，主要有公共电视机构波兰电视台（TVP）、两家免费电视台（TVN和Polsat）以及三家24小时新闻台。波兰电视台也提供聚焦于特定主题的频道，如體育頻道、歷史頻道、文化頻道、娛樂頻道、波蘭頻道等。其中，波兰频道是由国家开设的专供海外波兰侨民收看的波兰语电视频道。2020年，波兰最受欢迎的报纸类型是小报和社会政治类报纸。
波兰在欧洲的电子游戏产业版图中占有重要地位，涌现出了CD Projekt、Techland、51农场等著名游戏开发商。《巫师》系列和是波兰最著名的电子游戏作品。卡托维兹是英特尔极限大师赛决赛的固定举办地。

### 體育

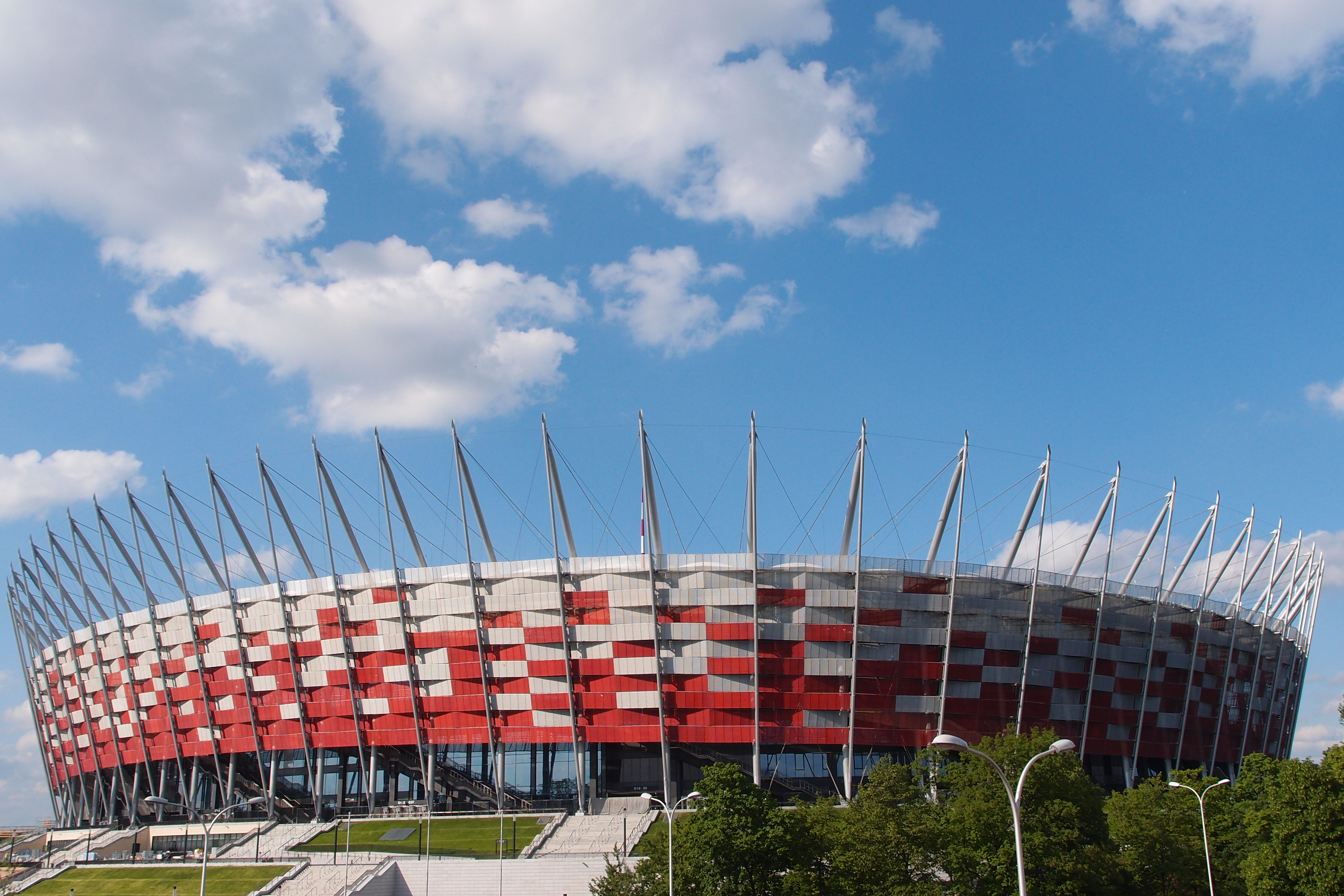
華沙國家體育場，為2012年歐洲足球錦標賽的舉辦場地之一

排球和足球是波蘭最流行的運動，有悠久的国际比赛历史。田徑、籃球、手球、拳擊、綜合格鬥、沙地摩托车、跳台滑雪、越野滑雪、冰球、網球、擊劍、游泳和舉重等运动也颇受波兰人民欢迎。
波蘭足球的黃金時代為1970年代至1980年代初。世界盃方面，波蘭國家足球隊在1974年和1982年世界盃足球賽中獲得季軍；奥运会方面，波兰在1972年夏季奧運會中獲得足球项目的金牌，1976年和1992年则分别获得银牌。2012年，波蘭與烏克蘭共同主辦了歐洲足球錦標賽。
波蘭國家男子排球隊是世界男子排壇強隊之一。截至2020年2月，波蘭男排在国际排球联合会排名世界第2。波兰曾在1976年夏季奧運會中获得排球项目的金牌，并获得过三次世界男子排球锦标赛冠军。
波兰的登山运动水平较高，尤其是在攀登喜马拉雅山和其他海拔八千米以上的山峰方面。远足、滑雪和山地自行车等运动也很发达，每年都吸引着来自世界各地的众多游客。水上运动是波兰最受欢迎的夏季休闲活动，北部地区有大量用于钓鱼、划独木舟、皮划艇、帆船和风帆冲浪的场所。

## 附注
1. ↑  又称“波兰第一共和国”。[13]